# Buzz Aldrin

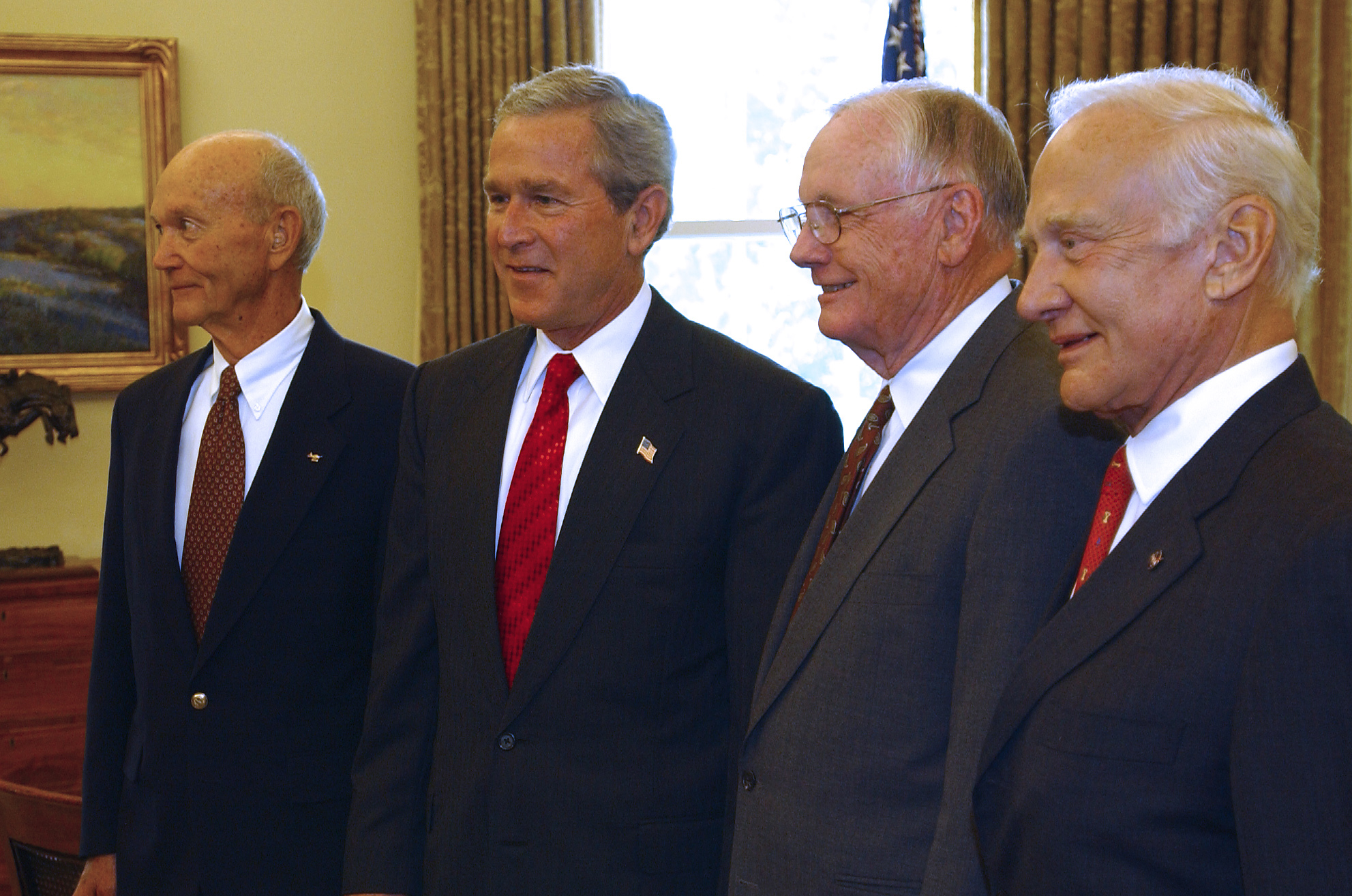
A Fehér Házban. Aldrin jobb oldalt

Edwin Eugene „Buzz” Aldrin, Jr. (Glen Ridge, New Jersey, 1930. január 20. –) amerikai űrhajós, az International Academy of Astronautics (IAA) tiszteleti tagja, Neil Armstrong után a második űrhajós, aki a Holdra lépett 1969. július 21-én. Emellett vadászpilóta, légierő-parancsnok, mérnök.
Aldrinnak több családi öröksége is van: elsősorban neve, „Buzz”, amelyet másfél évvel idősebb nővérétől örökölt, aki kisgyermekként nem tudta kiejteni a „brother” (öcsi) szót, helyette Buzzer, vagy röviden Buzz lett öccse megszólítása, amely egész életén át elkísérte, olyannyira, hogy 1988-ban hivatalosan is anyakönyveztette. Másik családi öröksége a repülés volt. Édesapja pilóta volt az első világháborúban, így Aldrin számára a repülés mint közeg természetes volt, így az is természetes volt a számára, hogy a középiskola után a katonai repülés felé orientálódjon. Ennek szellemében jelentkezett a West Pointra, az USA Katonai Akadémiájára, ahol kiválóan teljesített, évfolyama harmadik legjobb tanulmányi eredményét nyújtva. Jó tanulmányi eredményénél fogva előjoga nyílt rá, hogy maga válassza meg, milyen alakulathoz kerül tényleges szolgálatra, és ő a légierőhöz kérte magát, vadászpilótának.
Nem sokkal tanulmányai elvégzése után – már javában zajlott a koreai háború – Koreába vezényelték, és F–86 Sabre gépeken részt vett az ottani légi harcokban. Itt összesen 66 harci bevetést teljesített, amelyek során két légi győzelmet ért el MiG–15 vadászgépek felett. Koreából visszatérvén az éppen induló USAF Akadémia parancsnokának szárnysegédje lett, majd egyre inkább az űrrepülés felé kezdett orientálódni. Az 1960-as évek elején a Massachusetts Institute of Technology (MIT) egyetemére járt, és doktori címet szerzett űrtanból, azon belül is az űrrandevú témaköréből. Ezt követően az USAF a Gemini repülések mellé rendelte összekötőnek, ahonnan egyenes út vezetett az űrrepülések világába.
1962-ben még hiába adta be jelentkezését a NASA űrhajós válogatására, ám 1963-ban, a harmadik űrhajós válogatási fordulón – a kissé módosított, enyhített feltételeknek köszönhetően – sikerrel beválogatták az űrhajósok közé. Aldrin ezzel bekerült az éppen futó Gemini-programba. Ebbéli minőségében először a Gemini X tartalékpilóta kinevezését kapta meg, majd Elliot See és Charlie Bassett tragikus repülőbalesetét követő átszervezések miatt a Gemini XII ténylegesen repülő személyzetének pilótai kinevezését. 1966. november 11. és november 15. között egy rendkívül sikeres repülést mutattak be Jim Lovell parancsnokkal párban, még a meghibásodások miatt menthetetlennek tűnő helyzetből is sikert kovácsoltak, a Gemini-programban addig döcögősen haladó kísérletek mindegyikét sikeresen teljesítették.
A Gemini sikere után következett az Apollo-program, ahol először az Apollo–9 tartalék holdkomppilótai kinevezését kapta meg. Ezúttal is voltak kisebb nagyobb átszervezések, elsősorban az Apollo–8/Apollo–9 csere, másodsorban pedig Collins betegsége miatt. Ezek nyomán alakult ki a Neil Armstrong–Buzz Aldrin–Mike Collins trió, amely végül az Apollo–8 tartalék legénységét alkotta, aztán később ugyanez a trió kapta az Apollo–11, a holdra szállás ténylegesen repülő legénységének kinevezését. 1969. július 16-án startolt a világ első űrrepülése a floridai Cape Canaveralről, amely a Hold meghódításának céljával indult, és amelynek Buzz Aldrin holdkomppilótaként volt részese. 1969. július 20-án Buzz Aldrin és Neil Armstrong Eagle hívójelű holdkompjukon sikerrel szálltak le a világon elsőként a Mare Tranquillitatis-on, majd másnap szintén sikerrel teljesítették a világ első holdsétáját. A világon kb. 1 milliárd ember volt tanúja tévékészülékeken keresztül, ahogy Buzz Aldrin és parancsnoka a Holdon jár.
A holdra szállás után Aldrin egy rövid ideig még a NASA kötelékében maradt, majd később visszatért az USAF-hoz, ahol az Edwards légitámaszponton székelő kísérletipilóta-iskola parancsnokságát bízták rá. Itt azonban beilleszkedési problémákba ütközött, majd rátört a vélhetően örökletes betegség, a depresszió. 1972. március 1-jén leszerelt a hadsereg kötelékéből, ám élete hanyatlani kezdett a csúcspontot jelentő űrhajós évek után. Depressziója teljesen elhatalmasodott rajta, az alkoholizmus is maga alá gyűrte.
Viszonylag sűrűn vállal közszerepléseket, az űrkutatás rendíthetetlen támogatója és népszerűsítője. Járt mind az Északi-sarkon, mind az Antarktiszon.

## Fiatalkora
Edwin Eugene Aldrin Jr. 1930. január 20-án született a New Jersey-i Glen Ridge-ben Edwin Eugene Aldrin Sr. és Marion Moon harmadik gyermekeként. A család a szomszédos Montclair-ben élt, ahol 1928-ban telepedtek le. Az édesapa az első világháború idején az amerikai hadsereg repülőcsapatainál szolgált pilótaként, majd a világégést követően parancsnokhelyettes volt a légierő McCook támaszpontján, Ohio-ban 1919-1922 között. 1922-ben leszerelt, majd 1928-ban állást kapott a Standard Oil vezetőjeként. 1938-ban otthagyta az olajtársaságot és független repülési tanácsadó lett; olyan személyes kapcsolatai voltak, mint Charles Lindbergh, Howard Hughes és Jimmy Dolittle, így az Aldrin-házban a repülés mindennapos téma volt, így a kis Buzz szinte a levegőből szívta magába a repülés iránti érdeklődést.
Buzznak két nővére volt, a négy évvel idősebb Madeleine és a másfél évvel idősebb Fay Ann, akinek nevét köszönheti. A kis Fay Ann ejtette a „brother” („öcsi”) szót rosszul, „buzzer-nek”, amelynek lerövidítéséből született a Buzz. Később, 1988-ban különleges becenevét hivatalosan is anyakönyveztette, így a Buzz is hivatalos névként szolgál azóta.
Általános iskolai tanulmányait kitűnő eredménnyel végezte, majd a Montclair Középiskolába iratkozott, ahol tagja lett az 1946-os bajnok iskolai amerikaifutball-csapatnak. Később azonban édesapja a pályaválasztás irányába akarta befolyásolni és átíratta a közeli Severn Középiskolába, amely afféle előkészítő iskola volt a haditengerészet Annapolis akadémiájára kívánók számára. Édesapja ambíciója az volt, hogy fia a haditengerészet tisztje legyen és ezért még a New Jersey-i képviselő, Albert W. Hawkes támogatását is kérte. Buzz el is kezdte tanulmányait a Severn-ben, ám hamar világossá vált számára, hogy a haditengerészet nem neki való, mivel hajóra lépve tengeri betegség gyötörte és a hajófedélzeti repülés inkább elrettentette őt. Ekkor döntést hozott és közölte apjával, hogy inkább kérje Hawkes támogatását az Egyesült Államok Katonai Akadémiájára, a West Pointra való bejutáshoz. A váltást követően 1947-ben lépett be a West Point-ra, ahol kitűnően teljesített, első évfolyamán rögtön osztályelső lett. Tagja volt az iskola atlétikacsapatának.
Iskolaévei végén, 1950-ben kadétként egy West Point-i küldöttség tagjaként ellátogatott Japánba és a Fülöp-szigetekre, ahol Douglas MacArthur tábornok katonai kormányzási politikájának megvalósítását tanulmányozhatta (ezen idő alatt tört ki a koreai háború). 1951. június 5-én végzett West Pointban osztálya harmadik legjobbjaként és BSc fokozatú diplomát szerzett, valamint hadnagyi rangot kapott.

## Karrier állomások

### Katonai szolgálat
West Point-i tanulmányi eredményei nyomán előjoga nyílt hozzá, hogy megválassza, hova, milyen alakulathoz szeretne kerülni. Aldrin az 1947-ben újonnan önállósodott légierőbe szeretett volna kerülni (1947-ig az amerikai légierő nem önálló, hanem a hadseregnek alárendelt fegyvernem volt, és csak a háború után vált önállóvá), amelynek még akkortájt nem volt saját akadémiája, így a West Point-i végzősöket is szívesen fogadták. Aldrin alhadnagyi rangban került a floridai Barton Légitámaszpontra, hogy pilótakiképzésben vegyen részt. Az alapkiképzést T–6 Texan gépeken végezték el a növendékek. A kiképzés előrehaladtával T–28 Trojan gépekre kerültek át, amellyel Aldrin egy repülőeseménybe keveredett. Egy dupla Immelmann-fordulót akart elvégezni, amelyben a terheléstől ideiglenesen elvesztette a látását („elszürkült”). Mire teljesen visszaállt a vérkeringése és újra látott, veszélyesen alacsonyra került, mindössze 60 méteren járt, amikor kivette a gépét a zuhanásból, amelynek eredménye egy halálos baleset is lehetett volna.
A kiképzést követően következett a szakosodás, amelyben Buzz édesapja volt a tanácsadó, aki azt javasolta, hogy bombázópilóta legyen, mivel akkor egy ekipázs parancsnoka is lett volna, így egyből tapasztalatot szerzett volna parancsnoki szerepben is, amely a karrierje során jobb előrejutási esélyeket tartogatott. Ezt azonban Aldrin nem fogadta meg, hanem a sokkal izgalmasabbnak látszó vadászalakulatok felé vonzódott. Végül a Las Vegas-i Nellis támaszpontra vezényelték, amelyen akkoriban F–86 Sabre és F–80 Shooting Star típusokkal repültek.

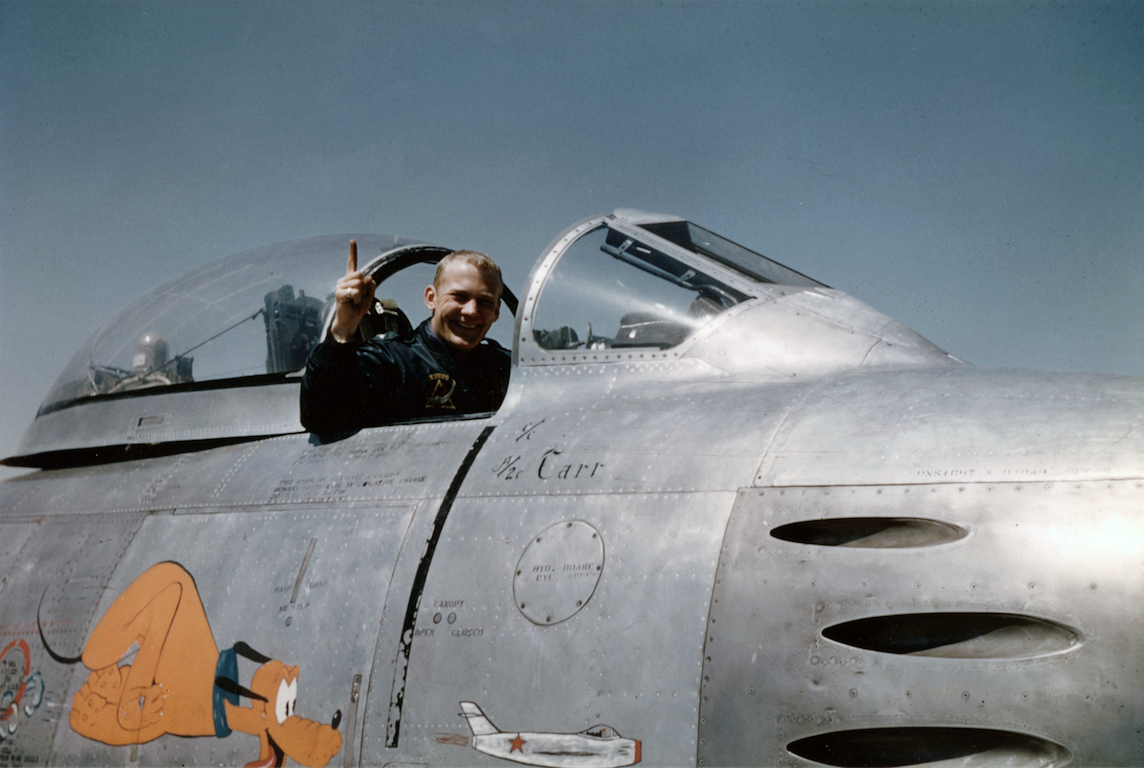
Aldrin egy F–86 Sabre ülésében, az első MiG–15 feletti légi győzelmet követően

Első vezénylését 1952 decemberében kapta, a 16. elfogóvadász századhoz, amely az 51. vadászezred része volt, és amely azidőtájt a Suvon légitámaszponton állomásozott, Szöultól 30 kilométerre. Ez az alakulat már harcban állt a koreai háború harcaiban (amely konfliktus akkor tört ki, amikor Aldrin kadétként járt a térségben). Odaérkezvén a százada vezénylési helyére, Aldrin nem kapott rögtön harci feladatot, hanem akklimatizációs repülésekre vezényelték, ám ezek is repülőeseménybe torkollottak. A repülés során a 100% teljesítményen dolgozó hajtóművek mellett a fő üzemanyagrendszer befagyott és nem engedte a szabályozást, így a repülőgép teljes üzemanyagkészlete hamar kifogyással fenyegetett. A rendszer automatikus üzemét felül lehetett bírálni, amihez azonban folyamatosan nyomva kellett tartani egy gombot, ettől viszont nem lehetett rádiózni. Végül Aldrin alig tudott visszavergődni a gomb nyomva tartásával és a kényszerű rádiócsendben a bázisáig.

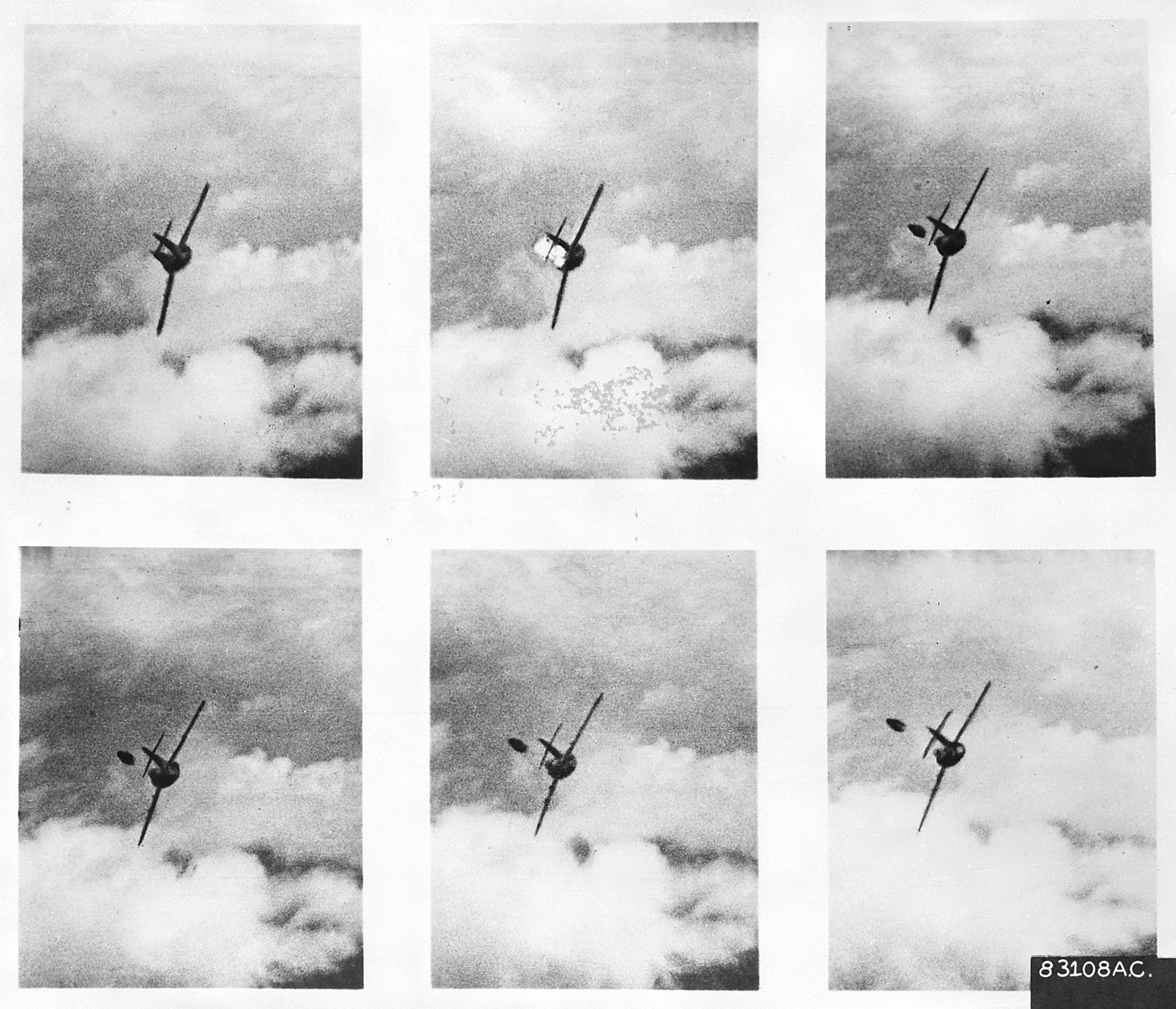
Aldrin első légi győzelmének gépágyú fotósorozata, hogy egy MiG–15 lelövését rögzítette

Aldrin összesen 66 bevetést teljesített F–86 Sabre gépével Korea felett, amelyek során két ellenséges MiG–15 vadászgépet lőtt le. Az első légi győzelmét 1953. május 14-én aratta, amikor a Jalu folyótól 6–8 kilométerre járőrözött, és eközben kisebb magasságon megpillantott két MiG-et. Buzz támadásba lendült és tüzet nyitott az egyikre, amely sem menekülni, sem a tüzet viszonozni nem tudta, olyan váratlanul érte a támadás, majd hamar le is zuhant. (A légi győzelemről készült gépágyú fotókat később a Life Magazine tette közzé 1953. június 8-i számában, amelyen a gép megtámadása látható, majd a végkifejlet, amikor a pilóta katapultál.) A második győzelme három hét múlva jött el. 1953. június 4-én a 39. vadászbombázó ezred gépeit kísérték, egy Észak-Koreában fekvő légitámaszpont elleni bombázó bevetésére, amikor az a furcsa eset fordult elő, hogy a kíséret régebbi gépei nem tudtak lépést tartani a vadászbombázókkal, így Aldrin is kissé lemaradt. Ekkor pillantott meg egy MiG-et, amelynek pilótája szinte egy időben fedezte fel őt. Fordulóharcba keveredtek egymással, hogy melyikük tud a másik mögé kerülni. Elsőként Aldrinnak volt szerencséje, ám amikor tüzelt volna, elakadt a gépágyúja. Ekkor kézzel újratöltötte az ágyút és lőtt. Ezután ki kellett válnia a légiharcból, mert a két gép túl alacsonyra került. Aldrin még látta, hogy a MiG kabinteteje kinyílik, és a pilóta katapultál, de a többit már nem látta, bár úgy hitte, hogy az ejtőernyőnek nem volt ideje kinyílni. A Koreában teljesített szolgálatáért megkapta a Kiváló Repülő Kereszt érdemrendet és háromszor a Légi Kitüntetést.
1953 decemberében a harcoló felek tűzszünetet kötöttek, amellyel Aldrin egy éves szolgálata is véget ért a félszigeten, és hazatérhetett az Egyesült Államokba. Itt a Nellis Támaszpontra vezényelték, ahol lőelmélet és lőgyakorlat oktató lett. 1954 decemberében az éppen megalakuló és 1955-ben megnyitó Amerikai Légierő Akadémiájának parancsnoka, Don Z. Zimmermann dandártábornok mellé szárnysegédnek nevezték ki. Ugyanebben az évben elvégezte a Vezérkari Tiszti Iskolát az alabamai Maxwell légierő bázison. 1956-ban Nyugat-Németországba vezényelték a Bitburg légitámaszpontra, ahol F–100 Super Sabre gépeken repült a 22. század parancsnokaként, amely század atomcsapásra is fel volt készítve (atombombák célba juttatását is gyakorolták). Ezen beosztása közben kötött barátságot Ed White-tal, korábbi West Point-i iskolatársával, aki egy évfolyammal felette járt, és aki nem sokkal később hazatelepült, és a Michigan Egyetem repülési mérnöki fakultásán kezdett tanulmányokat. White a leveleiben arra ösztökélte Aldrint, hogy neki is részt kéne venni az egyetemi képzésen, ami fel is keltette Aldrin érdeklődését.

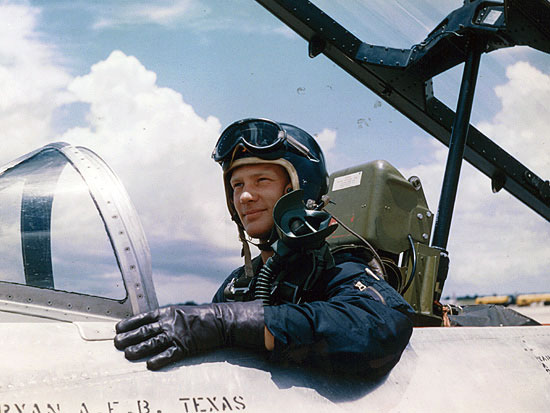
Aldrin egy Lockheed T–33 pilótafülkéjében a texasi Bryan Légierőbázis oktatójaként

Visszatérvén az Egyesült Államokba, jelentkezett a Légierő Műszaki intézetének kurzusára, amely a Massachusetts Institute of Technologyval (MIT) való együttműködés keretében Master fokozatot biztosított a légierőtől érkező diákok számára. Aldrin előtt más űrhajósjelöltek is bejárták ezt a pályát, Dave Scott és Ed Mitchell (később mindketten megjárták a Holdat), vagy Aldrint követően Charlie Duke. Aldrin nagyon élvezte az egyetemi közeget, és hamarosan úgy döntött, az MsC fokozat helyett ledoktorál űrismeretekből. 1963 januárjában elérte a tudományos fokozatot a tárgyból. Doktori értekezését az űrrandevú témájában írta Látás utáni manőverezés az ember vezette orbitális randevú során címmel. A dolgozat előszava prófétisztikusnak bizonyult: „Abban a reményben, hogy ez a munka talán valamilyen módon hozzájárulhat az ember űrbéli felfedezéseihez, azoknak a személyzeteknek ajánlva, akik e nemzet jövőbeni űrprogramjaiban vesznek részt. Bárcsak csatlakozhatnék hozzájuk bátor felfedezéseikben!”. Aldrin doktori disszertációját már annak fényében írta, hogy a NASA második űrhajós válogatásán is túl volt, és felismerte, hogy az ő karrierútja is arra kell vezessen; mindenképpen űrhajós akart lenni.
Mivel a hadsereg oldaláról is jelentős érdeklődés mutatkozott a Gemini-program iránt, kellett néhány összekötő tiszt. Aldrin ezek egyike lett, mégpedig ő lett a Gemini Céltárgy Iroda megbízottja, Los Angelesben. Ebbéli minőségében ő képviselte a légierőt a Lockheeddal szemben az Agena célrakéta manőverezőképességével támasztott követelmények kialakítása tárgyában, amelyet a hadsereg és a NASA Gemini-programja is egyaránt alkalmazott. Ezt követően átvezényelték Houstonba, a Űrrendszerek Részleghez, ami a NASA Embervezette Űrhajók Központjában működött, és képviselte a hadsereget, illetve a Védelmi Minisztériumot, amely a saját katonai kísérleteit integrálta a Gemini-programba. Innen szinte egyenes út vezetett az űrhajós státusz felé.

### Űrhajós karrier
Ezidőtájt érdeklődése és munkája is afelé irányította, hogy űrhajós legyen. Először – többek között – az Armstrong nevével fémjelzett második űrhajós-válogatási fordulóban jelentkezett űrhajósjelöltnek (amely procedúra végén az ún. Új Kilencek csoportját választotta be a NASA a folyamatban levő Gemini- és Apollo-programokba. Ám ekkor még kirostálta a NASA, mivel nem felelt meg annak a követelménynek, miszerint a jelöltnek berepülőpilótának kellett lennie. Ő a jelentkezéskor tisztában volt ezzel a kitétellel, ám kérvényezte, hogy ettől tekintsenek el, de a NASA ezt nem fogadta el. 1963. május 15-én azonban új felhívást írt ki a NASA, ezúttal a tesztpilótai feltételt azzal egészítve ki, hogy „vagy 1000 repült óra sugárhajtású repülőgépen”. Ezzel elhárult a formális akadály Aldrin jelentkezése elől, akinek összesen akkor már 2500 óra összes, ebből 2200 óra sugárhajtású repülési tapasztalata volt.
Űrhajósjelöltként a NASA beválasztotta azon tizennégy jelölt közé, akiket az Apollo-programban – vagy akár előbb, a Gemini repüléseken – kívánt a NASA bevetni, olyan nevekkel, mint Dave Scott, Al Bean, Michael Collins, vagy Gene Cernan. Erről Deke Slayton értesítette telefonon. Buzz épp az irodájában volt és műszaki leírásokat tanulmányozott, amikor a titkárnő szólt, hogy Slayton keresi telefonon, aki az immár hagyományos kérdést tette fel:…„lenne-e kedve csatlakozni az űrprogramhoz?”. A válasz is egyértelmű volt: „Naná, Deke. Örömmel elfogadom az ajánlatot”. Az új űrhajósjelöltek a kiválasztásuk után szakosodtak, mindenki a tapasztalatának, képzettségének megfelelő jelölést kapott, hogy milyen területen mozdíthatná előre a programot. Aldrint a küldetéstervezés, röppálya analízis és repülési tervek területére osztották be. Ő volt az egyetlen az Űrhajós Irodán, akinek doktori fokozata volt űrtanból (azon belül is az űrrandevú témaköréből), ezért a társai a „Dr. Randevú” gúnynevet aggatták rá, amelyről maga Buzz is tudta, hogy nem éppen dicserőlég használják vele kapcsolatban.

#### Gemini–program
Eleinte az űrhajós testületen kevésbé találta a helyét. Türelmetlensége, szókimondása, lobbanékony természete nem tette népszerűvé társai körében, sőt, néha Deke Slaytonnal is összetűzésbe került véleménykülönbségek miatt. Emiatt előmenetele sem volt gond nélküli, és szinte a véletlenek megmagyarázhatatlan sorozata kellett, hogy végül akár az űrbe, akár a holdfelszínre eljusson. Ugyanakkor szakértelme aranyat ért a NASA-nak. Például a Gemini V repülése idején, amikor az először alkalmazott üzemanyagcella váratlanul hibásan működött és a repülés egyik fő célkitűzése, az űrrandevú elúszni látszott, éppen Aldrin űrrandevúval kapcsolatos elméleti tudása húzta ki a csávából az irányítást, aki hirtelenjében kidolgozta a „fantom randevú” folyamatát, amelynek keretében a fent repülő űrhajósok a világűr egy kitüntetett pontjával (és nem egy valós űrhajóval) találkoztak. Ez persze nem volt olyan látványos, ám jó vészmegoldás volt. Később, az űrséták folyamatos kudarcai idején is kulcsszerepet játszott a víz alatti, földi gyakorlások kidolgozásában, valamint a megfelelő lábtartók és kapaszkodók kialakításában.

##### Gemini–9A

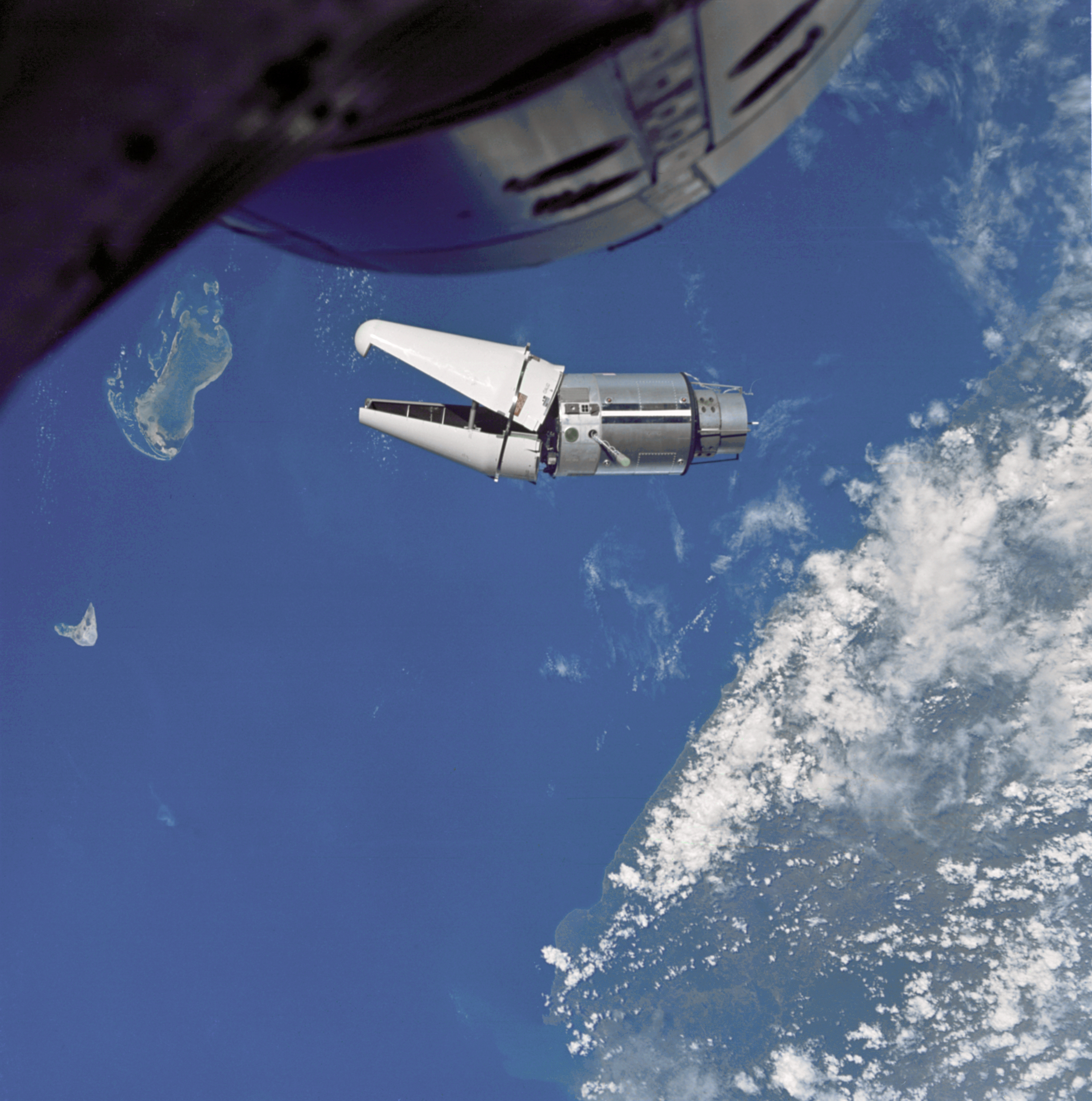
A Gemini IXA "Mérges aligátora", az ADTA, a le nem vált orrkúppal

Aldrint Slayton meglehetősen hátra sorolta űrhajós csoportján belül, és csak a Gemini X legénységi jelölésénél került szóba a neve, ő lehetett a Gemini X tartalékpilótája. Egyben ez azt is jelentette, hogy a Gemini-program során nem jut el az űrbe, lévén Slayton szisztémája, hogy előbb tartaléknak jelöl valakit, aztán két repülésből kimaradt az illető, majd a harmadik repülésen lépett elő az elsődleges, repülő legénységbe. Ám a Gemini X után Gemini XIII már nem következett, mivel a XII-es repülésnél véget ért a program. Ezt hívták az űrhajósok „zsákutca-küldetésnek” vagy „zsákutca-jelölésnek”. Azonban 1966. február 28-án minden megváltozott, amikor Elliot See és Charlie Bassett, a Gemini IX kijelölt első számú legénysége tragikus körülmények között repülőkatasztrófát szenvedett. Ennek hatására szinte az egész jelölési rendszer felbolydult, az elhunyt űrhajósok helyére a tartalékaik léptek, a későbbi repülések személyzetei pedig egy repülést előre léptek. Így kerülhetett sor arra, hogy a fiktív Gemini XIII személyzete, Jim Lovell parancsnok és Buzz Aldrin másodpilóta megkapta a valós Gemini XII repülés két pilótaülését.
A Gemini IX sorsa aztán kalandosan alakult, az Agena rakéta felbocsátásakor csütörtököt mondott, a helyette felküldött ADTA adapterről (azaz egy hajtómű nélküli, „fél” Agena test) aztán nem vált le a rakéta orrburkolata, így a randevú és dokkolás füstbe ment, ráadásul az űrséta is kudarcot vallott egy banális oknál fogva, a tervezők elfelejtették az űrhajósok sisakjának páramentesítését, illetve a mozgáshoz is túlzottan kevés kapaszkodót, lábtartót terveztek az űrhajóra ami miatt Cernan nem tudta elvégezni a feladatát, teste túlhevült, kifáradt, a sisakja bepárásodott, ő maga ettől vakká vált, így inkább vissza kellett őt hozni a kabinba dolga végezetlenül. Emiatt a Gemini IXA lényegében sikertelen repülés lett.

##### Gemini–12

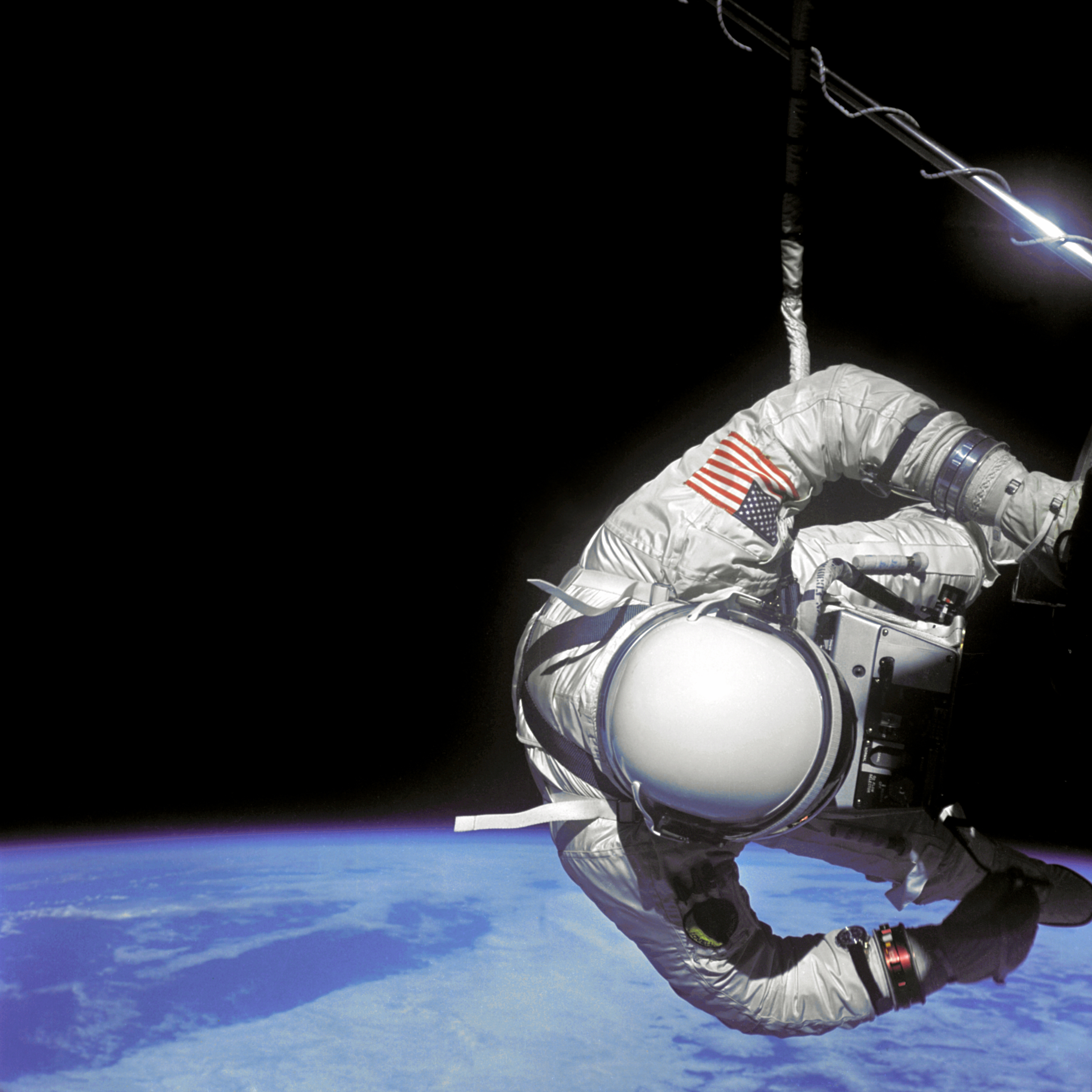
Tökéletes teljesítmény:Aldrin a Gemini XII egyik űrsétáján

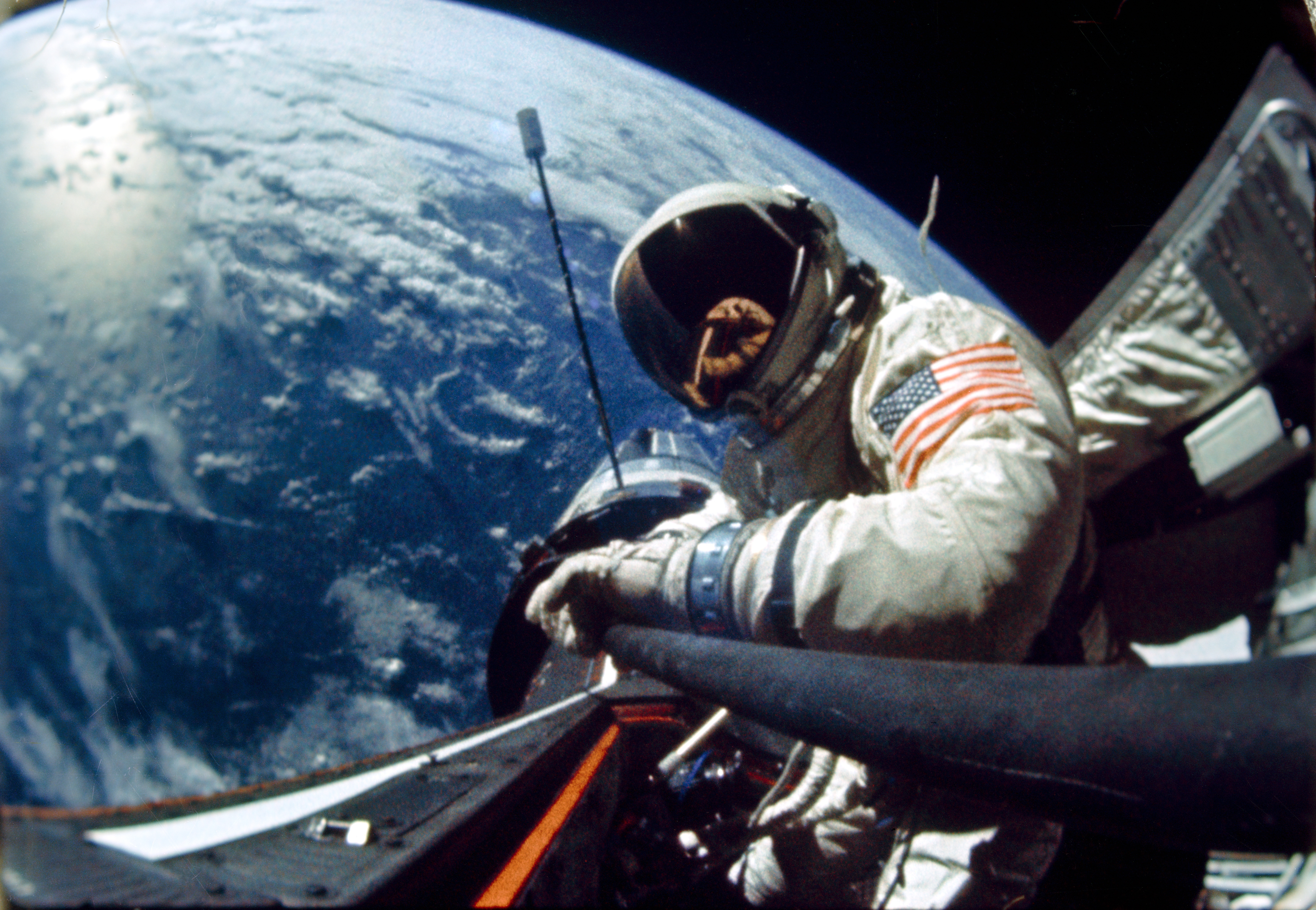
Aldrin az Agena és a Gemini között kifeszített kábelt viszi a helyére

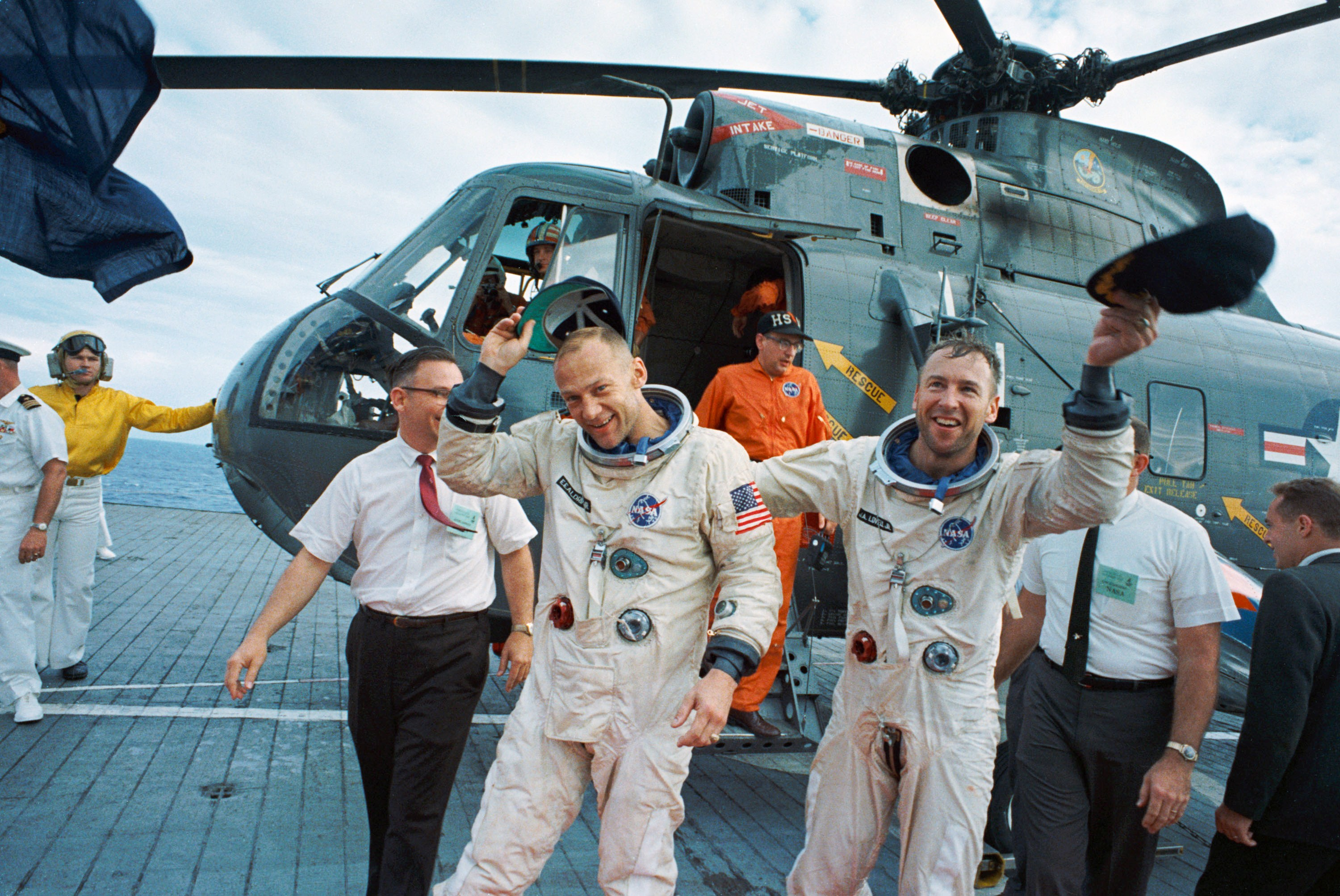
Lovell és Aldrin a repülés után a USS Wasp fedélzetén

Az utolsó, még tervben levő és erőforrásokkal támogatott Gemini repülés a Gemini XII volt, amely előtt már nem voltak teljesítetlen feladatok. Sokkal inkább olyanok, amelyeket teljesítették a korábbi repüléseken, ám valamilyen hiba, vagy más véletlen megakadályozta ezek sikeres teljesítését. A Gemini XII dolga egyszerűen az volt, hogy minden korábbi műveletet (űrrandevú, dokkolás, manőverek az űrhajókkal, űrséta) sikeresen hajtsák végre, és NASA kezében végre legyen egy olyan repülés, amelynek sikereire felépítheti a jövendő holdra szállásokat. Ezekből a félresikerült műveletekből volt bőven: a mesterséges gravitáció teszt, ami a Gemini XI-en ment félre és az űrséta, amellyel Cernan a Gemini IX-en és Gordon a Gemini XI-en nem bírt (és amely Collinsnak ugyan sikerült, ám ott is maradt hátra kívánni való).
Az utóbbi, kulcsfontosságú feladat (mindennél nagyobb szükség mutatkozott egy sikeres EVA-ra) őrá hárult, hiszen hagyományosan a pilóta végezte az űrsétákat. A NASA tudatosan készült, hogy Aldrinnak olyan esélyeket adjon, amellyel sikerrel hajthatja végre a feladatát. Első lépésben a parabolapályán történő repüléseket, amelyek rövid ideig hűen szimulálták a súlytalanságot, felváltották a víz alatti lebegésben végzett gyakorlatokkal. A parabolarepülések során csak fél percekre lehetett előállítani a súlytalanságot, és két parabola között percek teltek el. Azaz ilyenkor fél perc terhelés és hosszú pihenés váltogatta egymást, ami nagyon messze volt a valódi űrséták alatti terhelési profiltól. Ráadásul a rendkívül rövid súlytalansági periódus gyors munkavégzésre, már-már kapkodásra késztette a szimuláció résztvevőit, amely azonban az űrben kifejezetten káros volt. Ezt váltották fel a hatalmas medencékben való gyakorlásokkal, ahol a vízben való lebegés és a folyamatos terhelés sokkal közelebb állt a valóságos körülményekhez. Továbbá a NASA meghallgatta az űrhajósok észrevételeit, és további kapaszkodókat és lábtartókat szerelt az űrhajóra. A Gemini IX kilenc kapaszkodójával szemben a Gemini XII-re már 44-et szereltek, míg a fő munkavégzési területek mindegyike több lábtartót (az űrhajósszlengben „Golden Slipper” – Arany papucs – névre keresztelt kemény gumi belépőt) szereltek.
A Gemini XII 1966. november 11-én 20:46-kor (UTC) startolt Cape Kennedy 19-es indítóállásáról, az Agena célrakéta pedig 100 perccel ezt megelőzően a 14-es indítópadról. Az űrhajósok első feladata a randevú létrehozása volt az Agenával, ám a randevúradarral problémák támadtak. Ahogy az űrhajó közelíteni kezdett a céltárgyhoz, a radar előbb ki-kihagyott, majd megszűnt a jel. A legénységnek ezután műszeres segítség nélkül, szemmérték után kellett végrehajtania a manővert, amelyben éppen kapóra jött képzettsége, mivel éppen a szabad szemes érzékelés szerinti randevú navigációból doktorált. Aldrin egy szextáns és táblázatok segítségével határozta meg Lovell számára a manőver során a teendőket, amely alapján aztán sikeresen találkoztak, majd dokkoltak az Agenával.
A következő feladat a dokkolás gyakorlása volt, amikor összekapcsolódtak, majd leváltak, majd újra összekapcsolódtak. Ezek során egy alkalommal beragadt az egyik rögzítőzár, amelyet csak a Gemini kormányfúvókáinak beindításával sikerült megoldani kicsit később, amikor már ő kezelte a kormányt (a randevúgyakorlásnál a parancsnok és a pilóta felváltva gyakorolta a manővert). Ezt követően az Agena hajtóművének segítségéve az összekapcsolt űrhajókkal egy gyorsítómanővert kellett az űrhajósoknak végrehajtani, ám a hajtómű égéstér nyomása elszökött, így az irányítás úgy döntött, hogy ne kísérletezzenek a vélhetően hibás hajtóművel, így ez lett az egyetlen tervezett cél, amely nem teljesült a repülésen. Ehelyett az Agena másodlagos (kormány) hajtóműveinek segítségével navigálták az űrhajórendszert olyan helyzetbe, hogy az űrhajósok egy napfogyatkozás tanúi lehessenek Dél-Amerika felett.
A repülésre összesen három űrsétát terveztek be, mindhármat Aldrinnak kellett teljesítenie. Az első egy ún. „felállva végzett űrhajón kívüli tevékenység” volt, amikor az azt végző űrhajós kinyitotta az űrhajó ajtaját és felállt az ülésében, de nem hagyta el az űrhajót. Végül 2 óra 20 percig végezte a feladatait ez alatt az űrséta alatt, amivel űrséta rekordot állított fel. Másnap következett a klasszikus, űrhajót elhagyó űrséta Aldrin számára. Könnyedén átment az Agenához, hogy csatlakoztassa a későbbi kísérlethez szánt kábelt, amellyel az Agenát és a Geminit összekötötték. Ezután különböző műveletek következtek (elektromos csatlakozókat csatlakoztatott, olyan szerszámokat tesztelt, amelyeket a későbbi Apollo repülésekre terveztek), és ezek között tervezetten egy tucat alkalommal két perces időtartamú pihenési periódust iktattak be, hogy az űrhajós ne fáradjon el. Harmadik alkalommal ismét egy nap múltán egy 55 perces űrséta következett Aldrin számára. Ennek során fényképezési feladatok következtek, illetve kísérleteket végzett a pilóta, majd néhány kisebb szerelési feladattal záródott az űrséta. Aldrin ezzel az összes, addig sikertelen műveletet sikerrel teljesítette, amely az Apollo repülésekhez volt szükséges, így a teljes Gemini program is sikerrel zárulhatott.
1966. november 15-én elindítottak az automatikus leszálló rendszert, és sikeres leszállást hajtottak végre az Atlanti-óceánon, ahonnan az USS Wasp repülőgép anyahajó emelte ki őket. Ezzel lezárult a Gemini-program.

#### Apollo–program
Aldrin és Lovell szinte azonnal a repülésük után átkerültek az Apollo-programba, ám ennek folyamata röviddel ezután leállt az Apollo–1 tüze és az űrhajósok halála után. 1967. április 5-én nyilvánosságra került az Apollo–1 tűzesetének kivizsgálási jegyzőkönyve, és még aznap Deke Slayton 17 űrhajós jelenlétében tartott egy meetinget, amely az Apollo–program számára kijelölt új irány, a tervezett repülések és az ezekhez rendelt személyzetek ismertetéséről szólt. Ebben a szobában hangzott el az a legendás mondat Slaytontól, hogy „Uraim. A Holdon elsőként leszálló ember itt ül ebben a szobában … És éppen énrám néz”. Az eligazítás keretében Slayton az Apollo–9 tartalék legénységének parancsnoki beosztásában említette Armstrong nevét (ekkor még beosztott űrhajósokat nem említett Slayton), ami azidőtájt a parancsnoki űrhajó és a holdkomp Föld körüli pályán történő berepülését jelentette.

##### Apollo–8
Deke Slayton 1967. november 20-án hirdette ki a teljes Apollo–9 tartalék legénységet: a már megnevezett Armstrong mint parancsnok mellé a Gemini XII párosa kapta a feladatot Jim Lovell a parancsnoki egység pilótája, Buzz Aldrin holdkomppilóta beosztásban. A holdkomp fejlesztésének késedelme, de főként az oroszok Zond kísérlete nyújtotta azt a látszatot, hogy az ellenlábas Szovjetunió előrébb tarthat a Hold meghódításában. A NASA úgy döntött, hogy megcseréli az Apollo–9-et (a holdkomp berepülését Föld körüli pályán) és az Apollo–8-at (egy extrém magasra küldött űrhajóval a hőpajzs tesztjére), utóbbi gyökeresen új feladatot kap, mégpedig rögtön a program második repülésén elmegy a Holdig. Az Apollo–9 kinevezett legénysége, Jim McDivitt parancsnoksága alatt, ragaszkodott hozzá, hogy ők inkább maradnának a feladatnál és inkább átkerülnek a '-8-asról, a '-9-es repülésre. Így az Apollo–9 eredeti legénysége is vándorolt a 9-esről, előre a 8-asra. Slayton nem akart nagyobb kavarodást, a tartalékok is tartottak az elsődleges legénységgel. Ezt aztán még tovább bonyolította Michael Collins betegsége. Az Apollo–8 repülésre kijelölt legénységének parancsnoki pilótájánál egy csontkinövést állapítottak meg a gerincén, amely műtétet igényelt. Emiatt Collins kiesett az első számú legénységből, helyét a tartalék Jim Lovell kapta meg, és amikor Collins felépült, csak a tartalékok közé térhetett vissza. Így állt össze végül a Neil Armstrong – Buzz Aldrin – Mike Collins trió, az Apollo–8 tartalék legénysége.
Az Apollo–8 aztán 1968. december 21.–27. között történelmet írt, űrhajósai karácsony napján sikeresen érték el a Holdat, hogy aztán pályára álljanak körülötte, és tíz keringésen keresztül megfigyelhessék. Az Egyesült Államok így learatta a dicsőséget, hogy először érte el a Holdat, és sikeresen előkészítette a holdfelszínre való leszállást. Leszámítva apróbb hibákat, az Apollo–8 űrhajósai hibátlan repülést mutattak be, amely már önmagában is vitathatatlan vezető szerephez juttatta az Egyesült Államokat az űrteljesítmények területén.
Deke Slayton az Apollo–8 repülése idején, 1968. december 23-án hívta félre Armstrongot, és közölte vele a hírt, hogy őt kívánja megjelölni a soron következő Apollo–11 repülés parancsnokának (az addigra világos volt, hogy az Apollo–11 lesz az, amivel a NASA először megpróbálkozik a holdra szállással). Ezen a beszélgetésen Deke Slayton felajánlotta Armstrongnak, hogy a nehezen kezelhető Aldrint szívesen kicseréli Jim Lovellre, amennyiben a parancsnokjelölt kívánja (erre a beszélgetésre csak 2005-ben, Armstrong életrajzának írásához készített interjún derült fény). Armstrong azonban nem élt a lehetőséggel, képesnek tartotta magát arra, hogy kezelje Aldrint, ráadásul véleménye szerint Lovell megérdemelte, hogy saját repülésén – az Apollo–14-en – parancsnoki beosztásba kerüljön. A hivatalos bejelentés a legénységről 1969. január 9-én történt meg a közvélemény számára.

##### Holdra szállás

###### Előkészületek
A repülési műveletek begyakorlására – a korábbi küldetésekhez hasonlóan – széles körben használták a parancsnoki űrhajó- és a holdkomp szimulátorokat. Ezen gyakorlások alatt az út során előforduló tervezett műveleteket (elsősorban a dokkolásokat) lehetett készségszintig begyakorolni, valamint rengeteg vészhelyzeti eljárást próbáltak ki segítségükkel az űrhajósok és az irányítás. Ez utóbbi esetben a szimulátor kezelőszemélyzete az űrhajósok tudtán kívül elrontott valamilyen repülési paramétert – műszerhibát, vagy esetleg rendellenes űrhajó működést szimulálva –, és az űrhajósoknak ezekre a váratlan helyzetekre is helyes megoldást kellett találni. Armstrong és Aldrin – eltérően a korábbi küldetésektől – rengeteg lehetőséget kapott a holdi leszállás gyakorlására a szimulátorban. Ezek során súrlódások is adódtak a személyzet tagjai között. Az említésre legméltóbb az az affér, amikor egy hibajelzést követően látszólag Armstrong hibájából „lezuhantak”. A kudarcot sokkal rosszabbul tűrő Aldrin a szemére vetette ezt a parancsnoknak, aki viszont tapasztalatszerzésként tekintett a gyakorlásokra és lényegében szándékosan zuhant le, mivel kíváncsi volt, hogy egy éles helyzetben mennyire számíthat az irányítóközpont segítő beavatkozására, és amelyből azt a tapasztalatot szűrte le, hogy semennyire, amelyet mutatott a kvázi lezuhanás ténye.

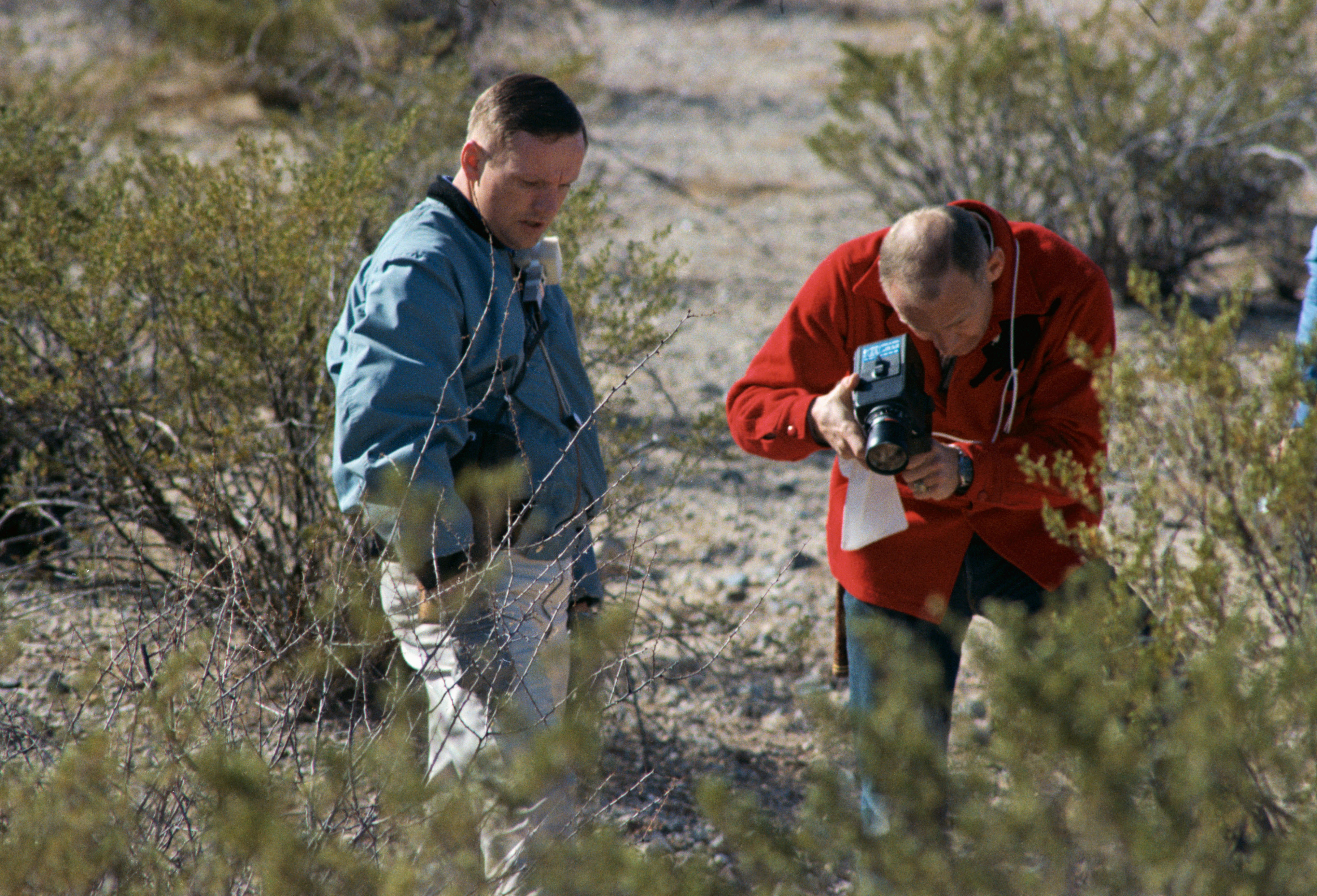
Neil Armstrong társaságában egy geológiai terepgyakorlaton

A szerteágazó terepgyakorlatok szintén új színfoltot jelentettek a kiképzésben. Ezek egyik fajtája volt a holdműveletek szkafanderben történő gyakorlása, amelynek során egy hatalmas NASA hangárban kialakított, homokkal borított területen kellett a végrehajtandó műveleteket szimulálni az űrhajósoknak egy holdkomp makettel és a felküldendő eszközök egy-egy gyakorló példányával. A másik szimulációs terület a mozgás gyakorlása volt, a Hold gyengébb gravitációs környezetéhez való szoktatás. Ehhez az űrruhás űrhajósokat úgy függesztették fel rugalmas szalagok segítségével, hogy a nehézségi erőt a valóságos gravitáció egyhatodának érezzék. Ezek a gyakorlások többnyire sikertelenek voltak, mert a felfüggesztő szalagok, rugók nagyban korlátozták a mozgást, és azt mutatták, hogy a holdfelszíni munka cseppet sem lesz könnyű.
A geológiai terepgyakorlatok ettől eltérően egészen más típusú kiképzést jelentettek. Nagyon kevés ilyen gyakorlatra jutott idő a túlfeszített felkészülési tervben, de meg kellett ismertetni az űrhajósokat valós körülmények között az egyes kőzetfajtákkal és előfordulásukkal még idelenn a Földön. Ezért a NASA sivatagi gyakorlatokat szervezett, amelyen Armstrongék is részt vettek. Sajnos néhány esetben a sajtó túlzott érdeklődése meghiúsította a gyakorlásokat, mikor tudomást szerezve egy-egy ilyen kitelepülésről, tömegesen jelentek meg a helyszínen. Helikopterrel figyelték a lenti munkát, megakadályozva a nyugodt tanulást, vagy akár az űrhajósok és a tanár egymás közötti kommunikációját.
Az előkészületek része volt a rádió hívójelek kiválasztása – amelyek a parancsnoki űrhajó és a holdkomp nevével megegyeznek – és a jelvény megtervezése, ráadásul ezek hagyományosan a legénység privilégiumai voltak. A gyakorlások során az Armstrong-féle csapat a Jégkása és a Szénakazal neveket választotta, ám amikor a hivatalos jelölés megtörtént, lecserélték a kissé komolytalan neveket a történelmi küldetéshez illőkre. Így kapta a parancsnoki űrhajó a Columbia nevet, amelyet elsősorban Jules Verne Utazás a Holdba és Utazás a Hold körül című regényei cselekményével és a Columbiad ágyúval meglevő asszociáció ihletett. De a szónak további jelentései is voltak, mint például a hasonló nevű 18. századi legendás amerikai hajó, amely az északnyugati ismeretlen tengeri területeket kutatta. Magára az Egyesült Államokra is utalhatott a név, hisz Columbia Amerika nőnemű költői neve is egyben a kultúrában. A holdkompot pedig az Eagle névre keresztelték (pontosabban a különválást követően ezen a hívójelen kommunikáltak az utasaival), amely egyértelmű hazafias utalás Amerikára, amelynek a címermadara a fehérfejű rétisas.
Szintén az űrhajósok dolga volt legénységi emblémát tervezni. A legénység az egész program legminimalistább logóját tervezte, elhagyva belőle minden sallangot – még a saját nevüket is – hogy egyértelműen szimbolizálják az üzenetet: az Egyesült Államok békével érkezett a Föld lakóinak nevében a Holdra. A szimbólumrendszerben egy fehérfejű rétisas száll le egy kráterek borította holdi tájon, karmai között – a béke jeleként – olajágat szorítva, háttérben a Földdel és az Apollo–11 felirattal.
Nagy visszhangot kiváltó vita előzte meg annak eldöntését, hogy melyik űrhajós szálljon ki először a Hold felszínére, azaz ki legyen az első ember a Holdon. A témát elsősorban Aldrin forszírozta. Az érvek és az ellenérvek között ott volt egyfajta, a Gemininél kialakult hagyomány, amely szerint mindig a másodpilóta szállt ki az űrhajóból egy űrséta során. Ugyanakkor ott volt a haditengerészeti hagyomány, amely az ilyen esetekben a rangidősnek, azaz a parancsnok tekintélyének kedvezett. Aldrin heves csatája, hogy ő szállhasson ki először, heves ellenérzést váltott ki a NASA-n belül, amelyet végül azzal a hivatalos indoklással zárt le a NASA, hogy a holdkomp kialakítása olyan (a kifelé vezető kabinajtó jobbra nyílik, drága lenne és sok ideig tartana áttervezni), hogy ahhoz. hogy ő szálljon ki, helyet kéne cserélni az űrhajóban, amire fizikailag nincs hely). Ehelyett azonban később NASA vezetők visszaemlékezéseiben (például Chris Kraft memoárjában) az állt, hogy Armstrong személyisége sokkal közelebb állt ahhoz, amit a NASA egy ilyen történelmi lépéshez köthető embertől elvárt, mint Aldriné, ezért ők Armstrongot akarták, és csak azért kreálták a mondvacsinált technikai magyarázatot, hogy Aldrint ne bántsák meg.

###### Odaút és leszállás a Holdon

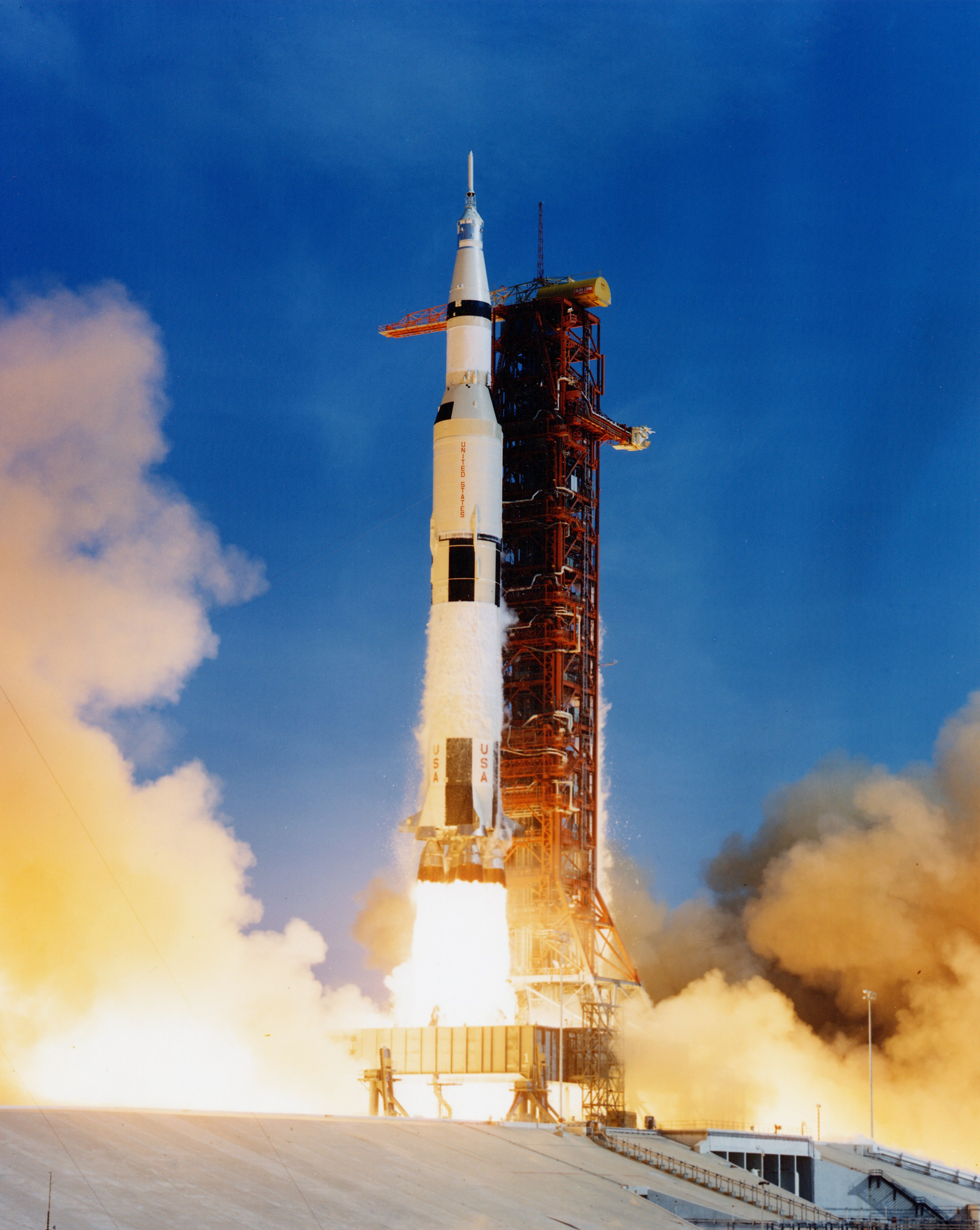
Az Apollo–11 startja Cape Canaveralről 1969. július 16-án

Az Apollo–11 1969. július 16-án 9:32:00-kor (13:32:00 UTC) szállt fel Cape Canaveral 39A indítóállásából. Erre az után került sor, hogy a rakétát hosszasan előkészítették (a műszerek és kapcsolók beállítását a tartalék legénység egyik tagja, Fred Haise végezte el, mire a legénység az indítóállásba érkezett), a legénység részt vett az addigra tradicionálissá vált „űrhajós reggelin”, majd beöltöztek, és egy furgon megtette velük a legénységi épület és az indítóállás közti 5 kilométeres távot. Időközben az addigi történelem legnagyobb nézőközönsége is összegyűlt a Cape Canaveralt övező, nyilvános partokon, a Cocoa Beachen, a Banana River partjain. Családja azonban nem csatlakozott a felbocsátást élőben figyelemmel kísérőkhöz, ők houstoni otthonukban, televízión követték az eseményeket. A repülés kockázatait olyan nagyra becsülték, hogy például Nixon elnök számára előre be volt készítve egy olyan beszéd szövege is, amely az űrhajósok halálát jelentette volna be a médián keresztül. Joan Aldrin a feszültséget úgy sem volt képes kezelni, hogy a felszállástól 1400 kilométerre volt, de nem volt képes a tévéközvetítést követni, hanem arcát a kezébe temetve feküdt a nappali padlóján a start során.
A felszállás maradandó élmény volt a holdkomppilóta és két társa számára, sokkal intenzívebb, mint amit a Gemininél éltek át. A legalapvetőbb emlék a zaj volt, amely főként a felszállás kezdeti szakaszában érte őket, mivel ilyenkor egy darabig nemcsak a hajtóművek hangját hallották közvetlenül, hanem a talajról visszaverődő hanghullámokat is, és a zaj egészen addig velük volt, amíg a rakéta el nem érte a hangsebességet, és így a zaj egyszerűen „lemaradt” tőlük. Az Apollo–11 a tervek szerint Föld körüli pályára állt, ahol rendszerellenőrzések következtek, majd az irányítás megadta az engedélyt a Hold irányú gyújtáshoz. Ekkor és a gyújtás követően a Geminihez képest tágas kabinban szabadon lebeghettek, és Armstrong örömmel nyugtázta, hogy sem őt, sem társait nem érintette az űrbeli mozgásbetegség egyetlen tünete sem, amely pedig más űrhajósokat meglehetősen érzékenyen érintett. Emellett először voltak részesei annak az élménynek, hogy bolygóként tekinthettek „le a Földre”.
Az odaút viszonylag eseménytelenül telt. Apróbb hibák jelentkeztek, elromlott például a víz oldott hidrogéngáz tartalmát semlegesítő berendezés, így rengeteg gáz került az ivóvízbe és az ételükbe, amelyet szintén vízzel kellett előkészíteniük a szárított állagukból. Emiatt az űrhajósokat folyamatos diszkomfort érzés gyötörte a szervezetükbe jutott gáz miatt. Váltásokban végezték a munkájukat, aludtak, tévéközvetítéseket adtak. A világ minden egyes rezdülésüket követte, és ők is képet kaptak a világ őket érintő rezdüléseiről, mivel a CapCom beolvasta nekik a világ vezető lapjainak híreit.
Az űrhajó több pályaközi korrekciót végrehajtva három nap múltán ért a Holdhoz, ahol Armstrong és Aldrin a 10. keringés során másztak át a holdkompba, amely addig „stand by” üzemmódban repült velük. A leszállás előtti feladat abban állt, hogy fel kellett ébreszteni a holdkompot, minden részegységét repülőképes állapotba hozni, illetve önmaguk is beöltöztek az űrruháikba (addig könnyű kezeslábasban repültek végig az odaúton), aztán onnantól kezdve egészen a felszínről való visszatérésig tilos volt levenni az öltözéküket. Az érdemi leszállás a 13. keringésben kezdődött: a holdkompot leválasztották az anyaűrhajóról, majd Collins kívülről szemrevételezte, hogy nem látszik-e rajta valamilyen rendellenesség. A 14. keringésben megkapták a leszállási engedélyt, és egy fékezéssel elkezdtek süllyedni. A kis űrhajót a leszállás során végig Armstrong irányította (pontosabban a komputer, Armstrong csak ellenőrizte, hogy minden rendben halad-e), míg Aldrin egyfajta fedélzeti mérnök volt, aki egyrészről bármi hiba esetén megpróbálta volna azt elhárítani, másrészt mivel Armstrong számára túl megerőltető lett volna megosztania a figyelmét a műszerek és a repülés más paraméterei között, ezért a holdkomppilóta egyfajta „élő műszerfal” volt, aki a leglényegesebb repülési adatokat hangosan felolvasta a parancsnok számára a műszerfalról.

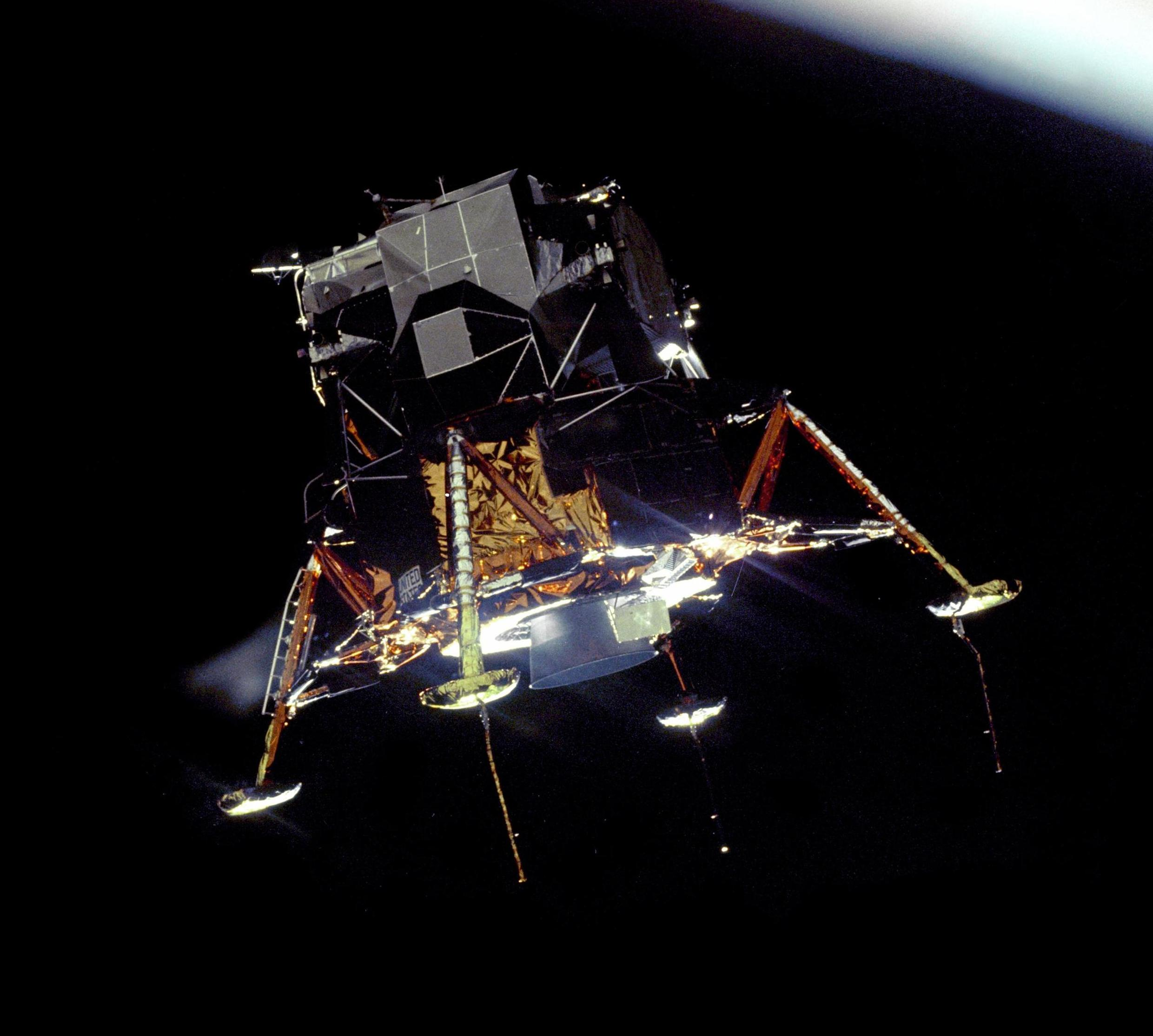
„A Sasnak szárnyai vannak”: Armstrong piruettet végez a holdkomppal a Columbia ablakai előtt, hogy Collins ellenőrizhesse a sérülésmentességet

A leszállás nem ment simán. A parancsnoki űrhajótól való leválás apró pontatlansága miatt a holdkomp kissé más pályán repült, két másodperccel eltért a tervezettől, ami az óriási sebesség miatt kilométeres eltérést jelentett a számított leszállási ponthoz képest. Éppen ezért a leszállás végső fázisában a holdkomp nem a várt sima terep fölé ért, hanem óriási, autó méretű sziklák tagolta vidék felé, amely nem látszott alkalmasnak leszállásra, a holdkomp felborulhatott volna némelyik sziklán. A vészhelyzetet látva Armstrong úgy döntött, hogy (a holdkompot vakon a kövek felé vivő) robotpilótáról átvált kézi irányításra, és elmanőverezi űrhajójukat a veszélyes terep fölül (a számítógép irányítására azért volt szükség, mert sokkal precízebben, sokkal kisebb üzemanyag felhasználással tudta irányítani a hajót, mint egy űrhajós). Aldrin ebből vajmi keveset érzékelt, ő szükségszerűen elmerült a műszerekben. A kézi irányítás azonban sokkal nagyobb üzemanyag felhasználással járt, aminek nem voltak az űrhajósok bővében. Az ereszkedés során az irányítás figyelmeztette őket a 60 másodperces határ (azaz 60 másodperc repülésre elegendő üzemanyag készlet maradt a tartályokban), majd a 30 másodperces limitek átlépésére is. Armstrong manőverei végül sikeresnek bizonyultak.
A leszállásra 1969. július 20-án 20:17:40 (UTC) került sor. Armstrong lassan ereszkedett a holdfelszín felé, amelynek elérését három 170 cm-es, lefelé lógó érzékelőpálca jelezte, amelyek jelzésére a holdkomppilóta „Kontakt fény!” felkiáltással jelezte a talaj közelségét. Armstrong itt vétette az egyetlen kisebb hibáját a leszállás alatt: pilótája jelzésére le kellett volna állítani a hajtóművet, hogy a gázsugár nehogy beszoruljon a hajtómű harangja alá, és felrobbantsa azt, de a parancsnok elfelejtette megtenni ezt, és simán a talajig ereszkedett (a tervek szerint az utolsó másfél métert szabadesésben kellett megtennie a holdkompnak). Saját maguk felé jelezte: „Hajtómű leáll”, és ezzel teljesült a holdra szállás, lenn voltak a holdfelszínen. Tíz másodpercnyi szünet következett (az űrhajósok a leszállás utáni kapcsolgatásokkal voltak elfoglalva, illetve egymás vállát veregetve kezet fogtak), amikor a kissé türelmetlen CapCom jelentkezett: „Fogtuk, hogy lenn vagytok, Eagle”. Ekkor Armstrong büszke válaszában a világ számára is nyilvánvalóvá tette a leszállás tényét:
Houston, itt a Nyugalom bázis. A Sas leszállt!
Mindkét űrhajós később is a leszállást tartotta a nagyobb eseménynek, nem pedig azt, hogy kiléptek a Hold felszínére. Egy későbbi interjúban a parancsnok mondta el, hogy „mindig is tudtam, hogy arra jó esélyünk van, hogy hazajutunk, ám hogy le is tudunk szállni, annak csak fifty-fifty esélyt adtam…”. Ezen kívül egyébként is a leszállás, mint mérnöki teljesítmény (egy olyan kísérleti repülőeszközön, amellyel mindössze háromszor repültek, és rögtön az első olyan repülésen kellett irányítaniuk, amely a repülés minden célját beteljesítette) volt az érdekesebb, nagyobb kihívást jelentő feladat.
A felszállási előkészületek végén, a holdséta (EVA) előkészületek előtt Aldrin váratlanul furcsa szöveget mondott a rádióba:
„Itt a holdkomppilóta beszél. Szeretném megragadni az alkalmat, hogy minden ember, aki hallgat bennünket, legyen az bárki és legyen bárhol, álljon meg egy pillanatra és gondolkodjon el az elmúlt néhány óra eseményein, és adjon hálát mindenki a maga módján.”
Aldrin csak évek múltán mondta el, hogy ezután úrvacsorát vett. A kenyeret és a bort Dean Woodrufftól kapta, aki akkoriban a Websteri presbiteriánus gyülekezet vezető pásztora volt, mely gyülekezetnek a holdkomppilóta egyik elöljárója volt. A holdkomppilóta senkinek sem szólt előre a tervéről – még felesége előtt is titokban tartotta a szándékát –, és azért fogalmazott ilyen kétértelműen, mert sokak vitában voltak azzal, hogy az űrteljesítményekkel járó nyilvánosságot az űrhajósok – magánakciók keretében – vallásos üzenetek közreadására használják fel. A NASA az idő tájt még mindig perben állt egy ateista aktivistával, amiért az Apollo–8 űrhajósai a Teremtés könyvéből idéztek az 1968. karácsonyi holdutazásukkor.

###### Holdséta

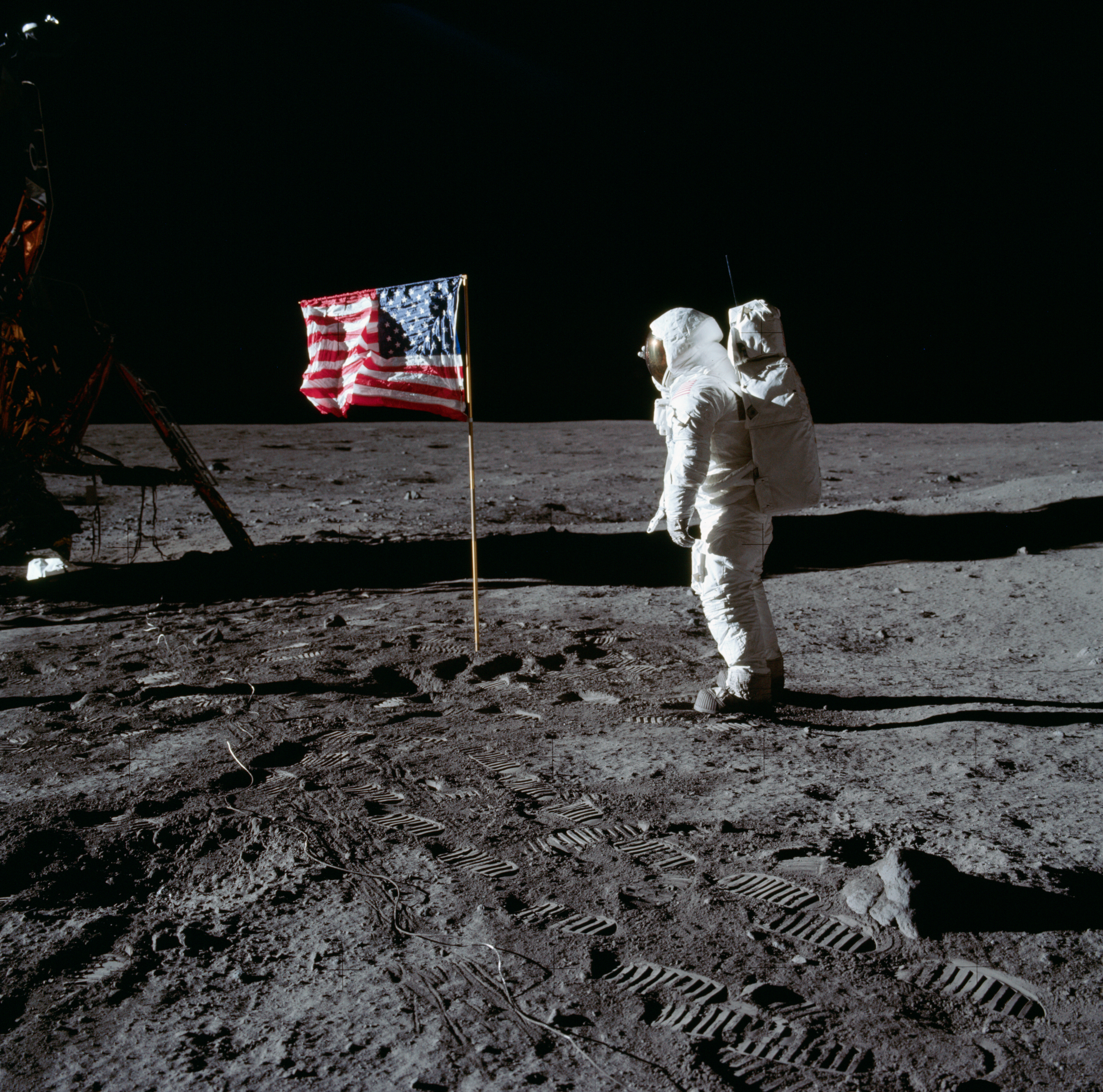
Buzz Aldrin a Hold felszínén az amerikai zászlónak tiszteleg 1969. július 21-én

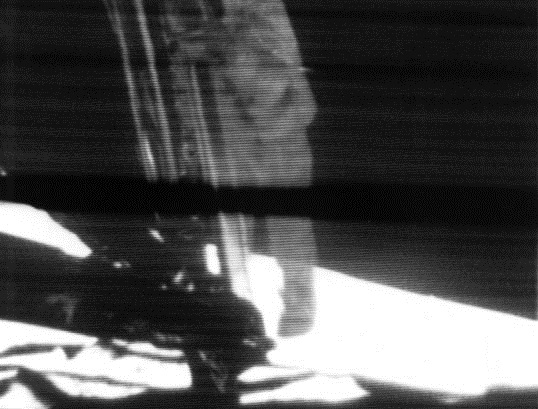
A tévéközvetítés képkockája: Armstrong mászik lefelé a létrán

A leszállást követően a műveleti terv szerint még nem a holdséta következett, hanem fel kellett készíteni az űrhajót a felszállásra (mindez biztonsági intézkedés volt, mivel a sok ismeretlen faktor miatt biztonságosabbnak vélték, hogy egy váratlan helyzetben inkább azonnal hazaindulhassanak az űrhajósok, mintsem azt kockáztassák, hogy kiszállnak, aztán nem tudnak hazajönni). Amikor ezzel elkészültek, a műveleti terv pihenési, alvási időszakot írt elő, ám az űrhajósok indítványozták, hogy cseréljék fel az utána következő holdsétát és a pihenési periódust, ezzel előre hozva a küldetés érdemi részét (Később derült ki, hogy a NASA csak „tartalékként” építette be a pihenési időt, hogy ne kelljen azt mondani, ha bármi nehézség közbejön, hogy a holdséta a „tervezettnél később” került lebonyolításra. Egyébként is, amennyiben előre hozták a holdsétát, az pont az amerikai tévétársaságok fő műsoridejében ment volna végbe, segítve a publicitást. A NASA engedélyezte, hogy előrehozzák a holdfelszíni tevékenységet.
Először a protokoll szerint Neil Armstrong mászott ki az űrhajóból, lemászott a holdkomp lábára szerelt létrán, majd megállt a holdkomp hatalmas leszálló talpában. Először csak a bakancsa orrával túrta meg egy kicsit a felszíni talajréteget és jelentette, hogy egészen finom port talált. Aztán bejelentette, hogy „És most lelépek a holdkomp lábáról”, majd megtette az első, történelmi lépést. Ezzel egy időben elmondta a szintén történelmi mondatát:
Kis lépés ez egy embernek, de hatalmas ugrás az emberiségnek.

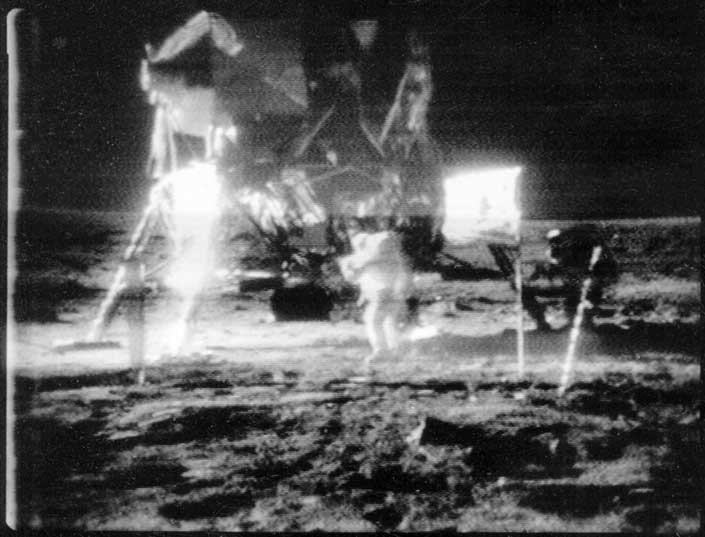
A holdséta tévéközvetítésének egy pillanata

Armstrong először a holdkomp tárolórekeszét nyitotta ki, amelynek ajtaja egy bowden meghúzásával nyílt. Az ajtóra szerelték a kamerát is, amely innentől kezdve közvetítette a holdfelszíni tevékenységet, igaz meglehetősen gyenge minőségben. Armstrong első felfedezői feladata a holdfelszínen az ún. „biztonsági minta” összegyűjtése volt. Ehhez egy kis zacskónyi kőzetet és holdport kellett begyűjtenie Armstrongnak az első adandó alkalommal, hogy ha bármi miatt idő előtt kéne távozni a holdfelszínről, akkor is álljon rendelkezésre minta a Hold kőzeteiből. Armstrong egy hosszú nyelű lapáttal be is zacskózott egy kisebb mennyiségű mintát, amit aztán az űrruha egyik külön erre a célra tartott zsebébe tett. A műveletek közben megállapította, hogy a mozgás a vártnál könnyebben megy.

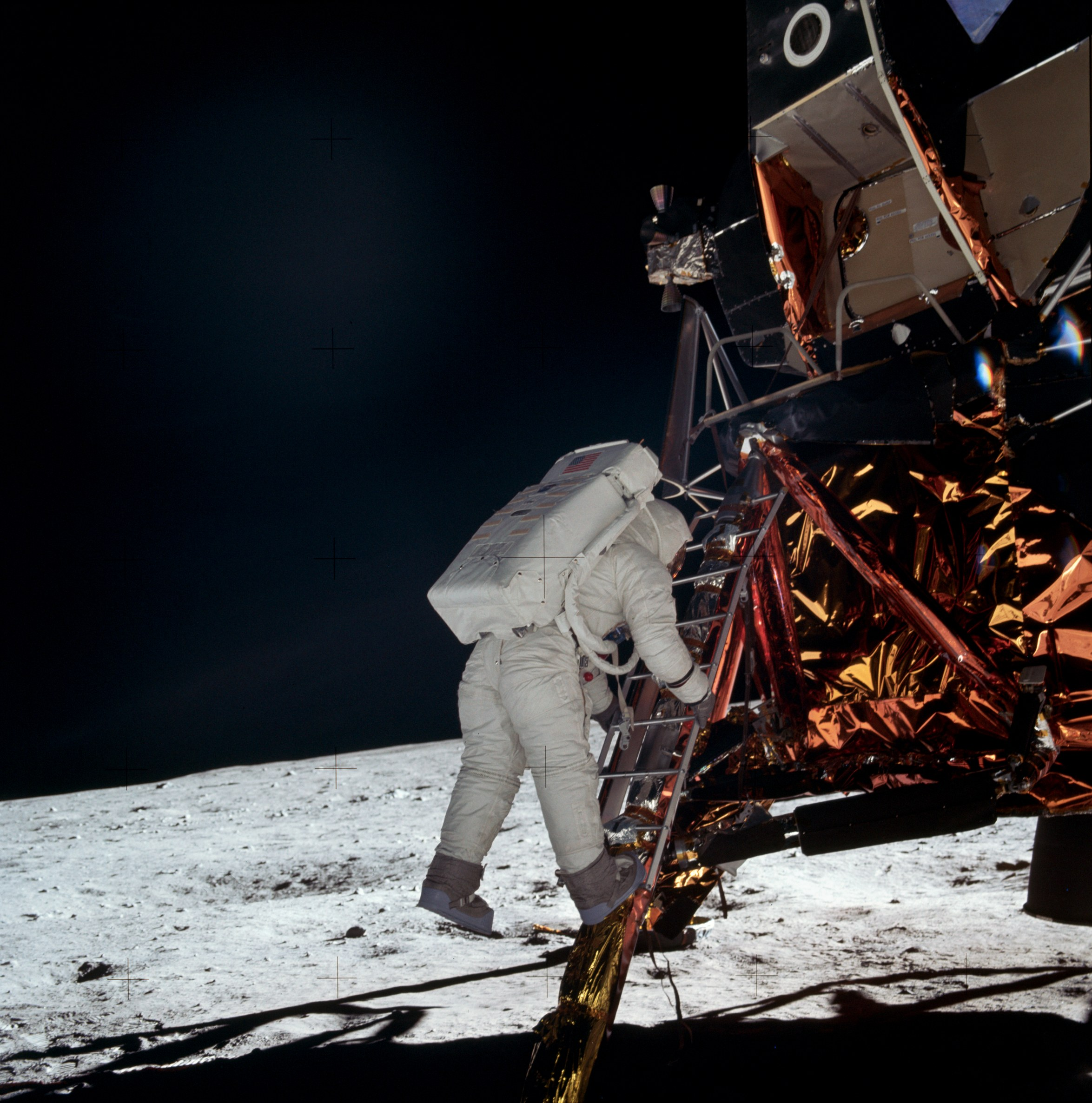
Aldrin a holdfelszínre tart

Hozzávetőleg negyedóra múltán Aldrin is engedélyt kapott a kiszállásra. A holdkomppilóta lassan kihátrált a kabinból, majd lemászott a létrán, végül lelépett a leszállótalpról. Armstrong lelkesen fogadta, a lemászásról remek fotósorozatot készített, majd véleményt várt társától. Buzz egy rövid, de Armstrongéhoz hasonlóan híressé lett mondattal foglalta össze érzéseit:
„Varázslatos sivárság.”
A második űrhajós felszínre lépésével kiteljesedett a munka. Előzőleg Armstrong már levette a MESA-ra erősített kamerát, és a holdkomptól 12 méterre egy háromlábú állványra állította. A holdkomppilóta a mozgással ismerkedett elsőként, a kamera és a holdkomp között kellett járnia, majd futnia, mivel a műveleti terv rárótta a mozgás tanulmányozását feladatul. Közben Armstrong fényképekkel dokumentálta ezt a folyamatot (később ezekből a képekből állt össze az Apollo-program leghíresebb felvételeiből álló klasszikus kollekció jelentős része, amelyből a legtöbbször választanak fotót a felhasználók, vagy akár maga a NASA). Aldrin ugyanolyan könnyűnek találta a mozgást, mint Armstrong. A mozgással kapcsolatos kísérleteknek azért volt jelentősége, mert a holdi egyhatod gravitáció, valamint az űrhajós tömegét megközelítő tömegű hátizsák által teljesen máshová került súlypont miatt nehéznek ítélték meg az alkalmazkodást és a járást. Az űrhajósok mindössze annyit éreztek meg a nehézségekből, hogy egy furcsa, a sasszézáshoz hasonló szökdelő járást vettek fel önkéntelenül. Következő feladatként a MESA kipakolásához láttak, majd jöhetett a magukkal hozott eszközök felállítása.

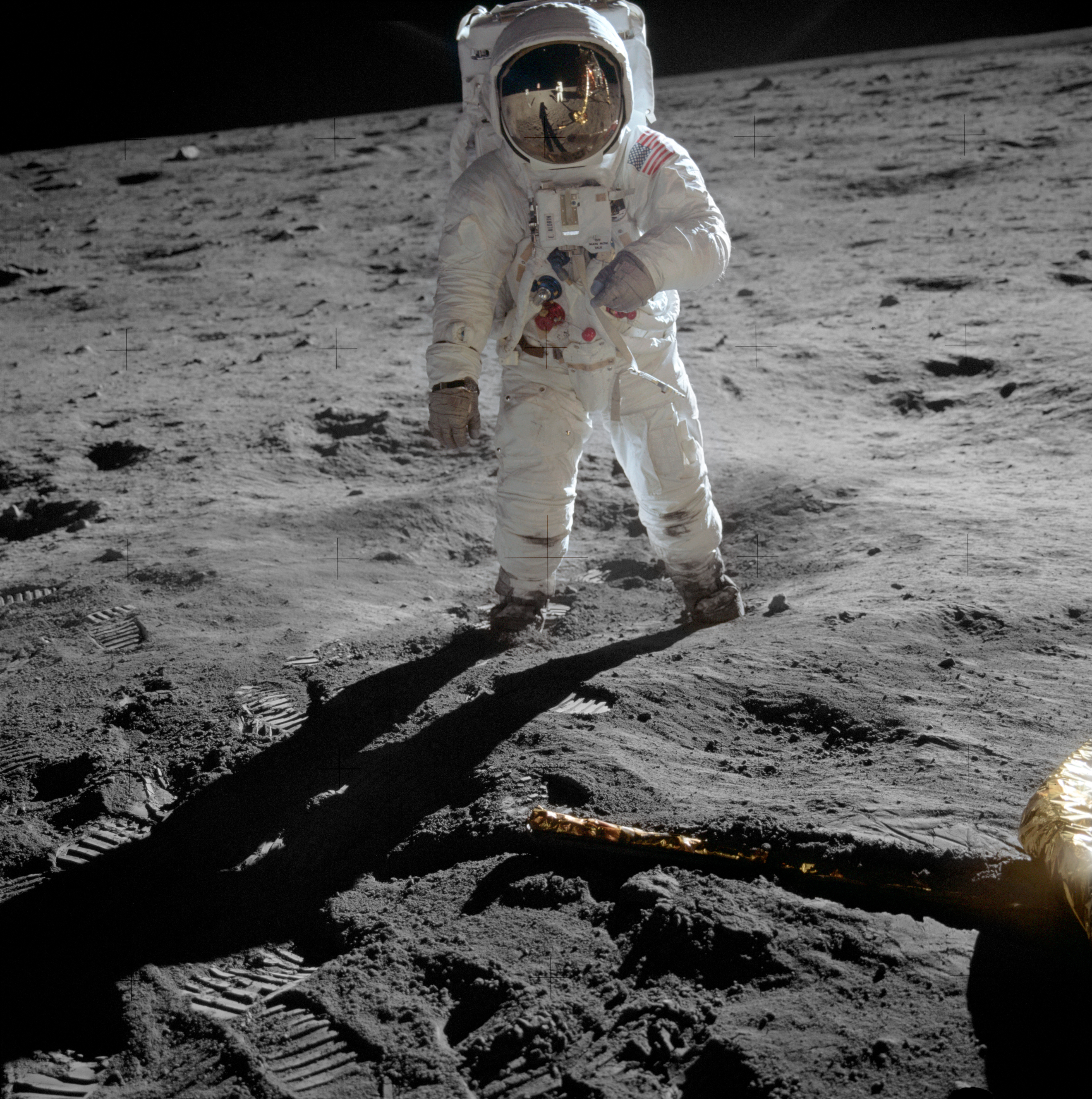
Aldrin is a Holdon

Amint mindkét űrhajós a felszínen volt, néhány szimbolikus tevékenységre került sor. Először az amerikai zászló kitűzése következett (ez nem jelentett területfoglalás, csak a hegymászókhoz hasonlóan a teljesítmény szimbolikus jelzését szolgálta az USA és az űrhajósok részéről), amely némi nehézségbe ütközött a talaj ellenállása miatt. A műveletet a korábban a holdkomp raktérajtójáról egy saját lábra távolabb áthelyezett tévékamera már közvetítette. Aztán elhelyeztek néhány emléktárgyat is a holdfelszínen: egy kis fehér tasakban egy szilíciumkorongon miniatűr betűkkel 73 állam üzenetét, a béke jelképeként egy aranyozott olajágat, az Apollo–1 és az Apollo–11 expedíciós emblémáit és néhány érmét. A szimbolikus tevékenységek egy plakett leleplezésével végződtek. A holdkomp elülső lábán, a létra fokai között egy kis tábla utazott, amelyről csak egy takarólemezt kellett levenniük az űrhajósoknak, hogy láthatóvá váljon a felirat rajta: „Itt vetette meg az ember a Föld bolygóról először a lábát a Holdon. Békével érkeztünk az egész emberiség nevében.”

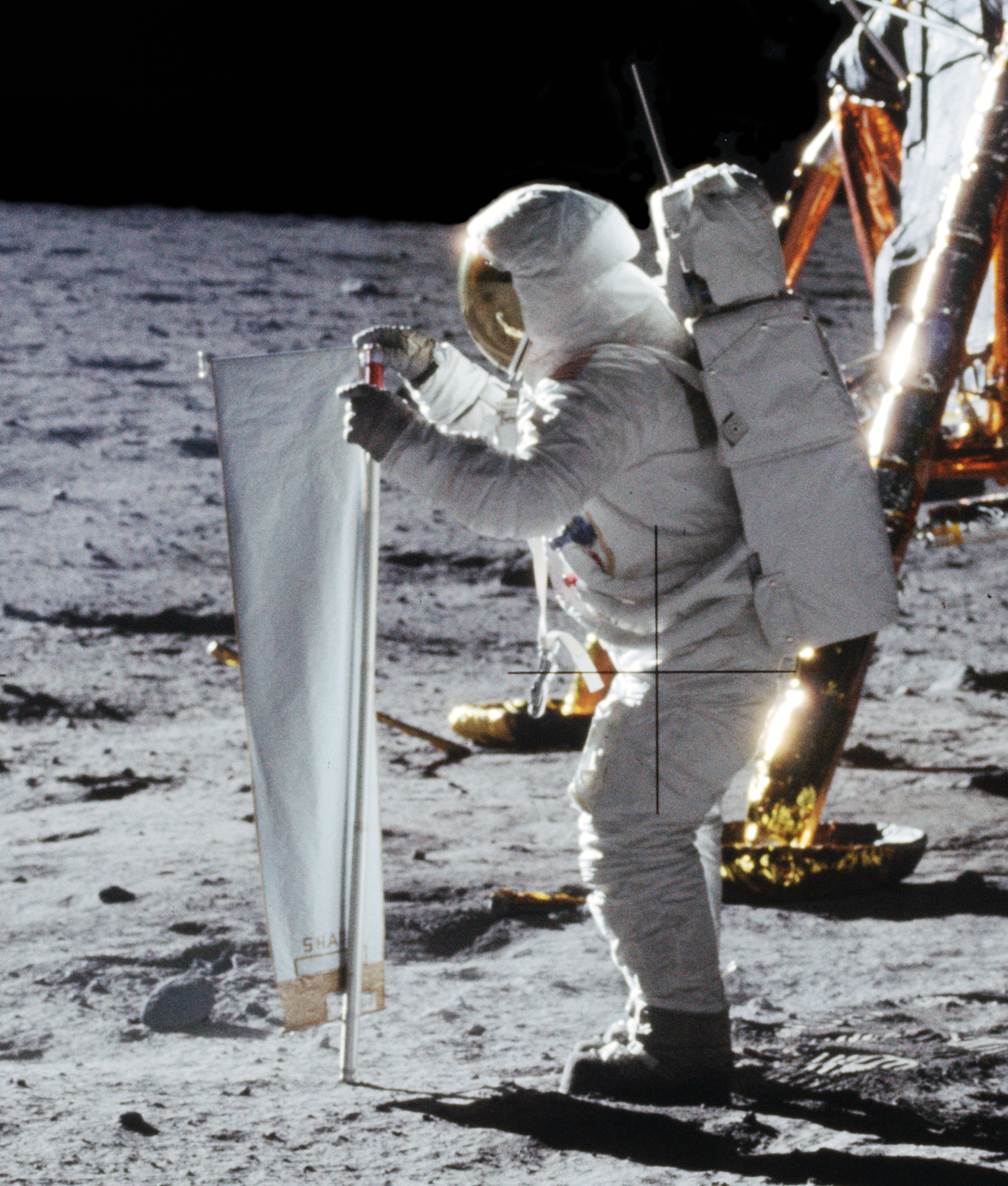
Aldrin a napszélösszetétel-mérő fóliát állítja fel

És már a geológiai munkához készülődtek az űrhajósok, amikor látszólag spontán valaki telefonon szeretett volna beszélni velük: Richard Nixon az Egyesült Államok elnöke. Az elnöki telefonnal lezárultak a szimbolikus tevékenységek, és kezdetét vehette a zavartalan geológiai kutatómunka. Ehhez az űrhajósok szétváltak, a parancsnokfeladata a mintavétel és a fényképezés volt, míg társának az EASEP műszereit kellett felállítani és működésbe hozni.
Armstrong korábban már vett mintát (az ún. ömlesztett mintát) a holdkomp környezetéből. 22 vagy 23 lapátnyi vegyes anyagot (port és kavicsokat) tett egy vákuumzáras fémedénybe, gyakorlatilag válogatás nélkül. Érdekes módon már ez a tevékenység is a tervezettnél tovább tartott, ahogy általában a Holdon minden. Az elnöki telefon után részletesebb mintavétel következhetett, az ún. dokumentált mintavétel. A dokumentálás kétirányú volt, egyrészt a mintául vett követ még a felszedése előtt le kellett fotózni, majd számozott zsákba helyezni, másrészt az irányítás számára szóban is le kellett írni a mintát (természetesen a zsák számának megjelölésével, hogy a Földön majd párosítani lehessen a szóbeli leírást és a mintát). Ám az idő egyre jobban szorított – a holdi munka általános tapasztalatává és a következő küldetések intelmévé vált a folytonos időhiány –, a dokumentált mintavétel nem volt megfelelő metódus, ezért felváltották az összegyűjtő mintavétellel. Armstrong különböző, az Eagle 10–15 méteres körzetéből származó helyekről gyakorlatilag találomra szedett össze néhány kőzetet, amelyeket a számozott zsákokba helyezett. A mintavételi feladatok között szerepelt még két mélymintavétel is. Ehhez egy csövet kellett leverni a talajba, majd kihúzni, amely művelet végén a talaj felső részének rétegeiből maradt keresztmetszet a cső belsejében. A zászló és napszélmérő kihelyezésénél akadályt jelentő kemény kőzet itt is hátráltató tényezőnek bizonyult, Armstrongnak kalapáccsal kellett levernie a rudat a talajba. Mindkét minta a napszélmérő környezetéből származik, és egyenként több mint 6 percig tartott a begyűjtésük. A parancsnok másik feladata a fényképezés volt. Ez a fő oka annak, hogy Armstrongról mindössze egyetlen fénykép készült a holdfelszínen, és az összes fotó Aldrint ábrázolja, mivel az idő túlnyomó részébe a parancsnok a kamera túloldalán állt. A kőzetmintavételek mellett sztereó közelképeket és panorámafotókat kellett készíteni a leszállóhelyről. Összesen öt helyen – öt nézőpontból – készült panoráma. Ezek között egy különlegesebb is volt, amikor Armstrong, eltérve a tervtől, megcélzott egy messzebb fekvő krátert, a leszállóhely körzetének legnagyobb mélyedését, a 30 méter átmérőjű Little West krátert. A parancsnok a 120 méteres utat futva tette meg, kb. 3–4 km/h sebességgel. A panorámák mellett 17 sztereofelvétel-pár készült, amelyeknél érintetlen és az űrhajósok által feltúrt helyek egyaránt szolgáltak témául. Ezekből a képekből a tudósok a felszín szerkezetéről kaptak részletesebb megfigyelési anyagot.

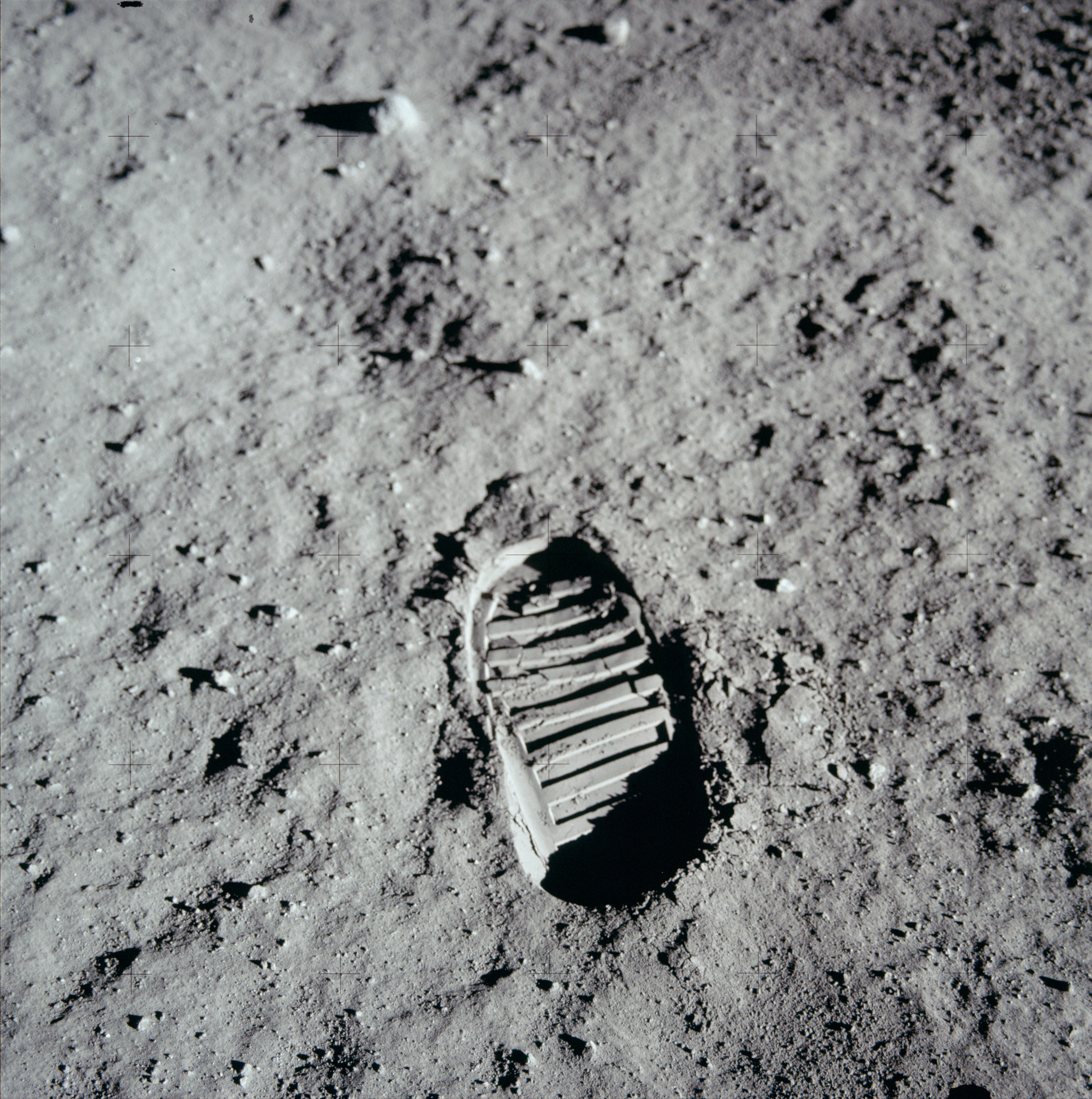
Egy szintén ikonikus fotó, szintén Aldrintól. A holdkomppilóta feladatai között volt a talaj viselkedésének vizsgálata is

Buzz Aldrin más irányba indult, az ő feladata a műszerek felállítása volt. A MESA-ból kipakolt két főműszert biztonságos távolságba kellett vinnie a holdkompról egy lehetőleg sík területre. A holdkomppilóta két kezébe kapva odébb cipelte a két műszert és a lézertükröt nagyjából 14 méternyire, a passzív szeizmométert pedig még további 10 méterrel odébb helyezte le egy kráterektől és nagyobb kövektől mentes folton (ezzel a műszerrel egybeépítve kapott helyet egy holdi pordetektor is). A műszerek beüzemelése könnyű volt: a lézertükröt csak a Föld felé kellett irányítani, mivel passzív műszer volt, a rengésmérőnek pedig csak a napelemtábláit kellett aktiválni. Elvileg ez egy automatikus művelet volt, ám az egyik napelemtábla nem nyílt ki magától, Aldrinnak kézzel kellett segíteni kinyitni. Ezt a műszert közvetlenül egy nagyobb szikla mögé helyezték, hogy megvédjék a felszállás hatásaitól, legfőképpen a portól, ami a napelemtáblák hatásfokát rontotta volna.
A mintavétel és a műszerek felállítása, a készletek, valamint az űrhajósok oxigén- és hűtőfolyadék-fogyasztásának figyelembevételével, a vártnál jobban alakuló felhasználási adatok alapján kapott 15 perces hosszabbítás után elkövetkezett a visszaszállás ideje. Először a holdkomppilóta mászott vissza, majd utána a parancsnok is. 2 óra 36 perc 40 másodperc után zárták magukra az űrhajósok az ajtót, ezzel ért véget a világ első holdsétája.

###### Hazaút és hazaérkezés

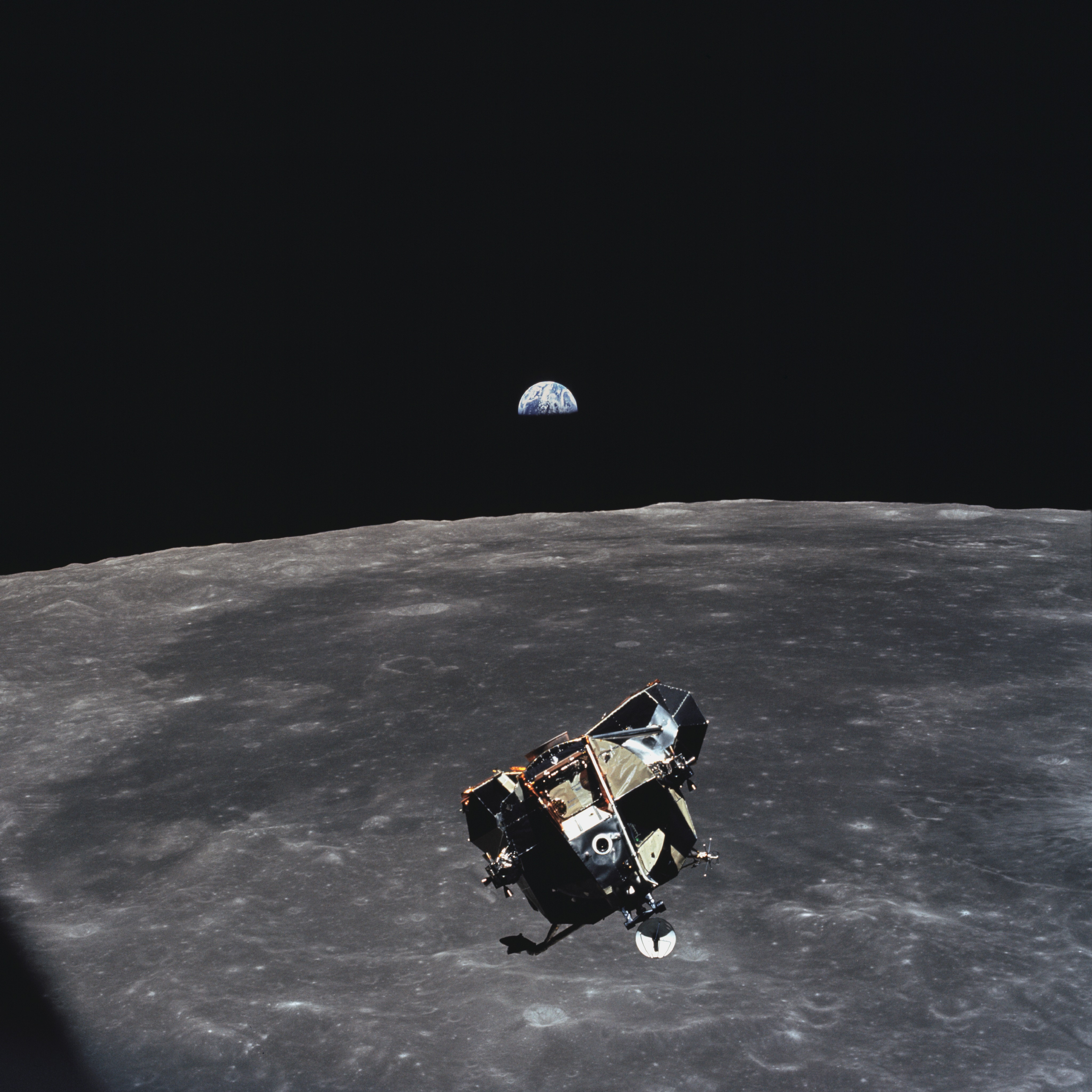
A holdfelszínről visszatérő Eagle

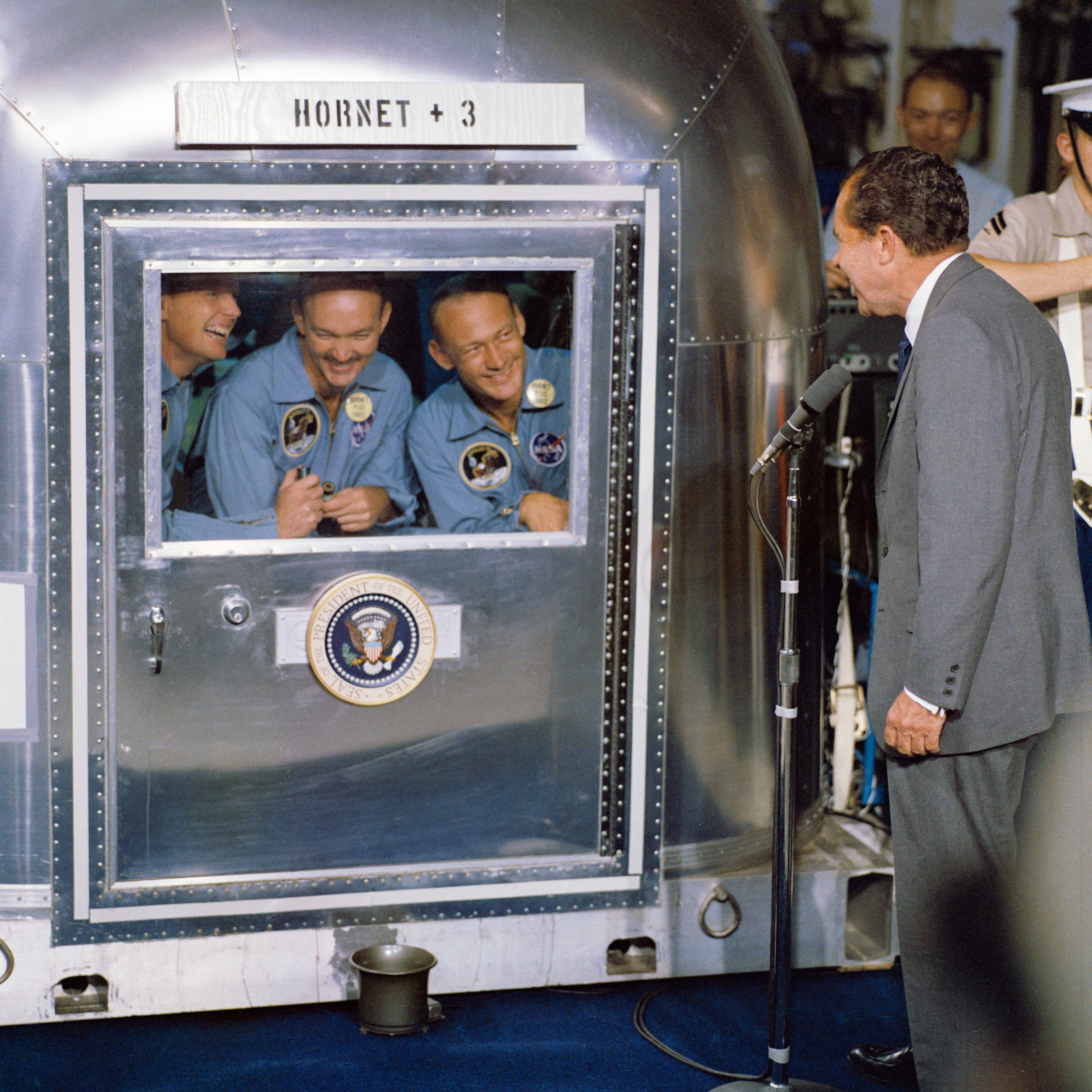
Az Apollo–11 legénysége egy karanténtartályból Richard Nixonnal beszélget a USS Hornet fedélzetén

A holdséta befejeztével Armstrong és Aldrin visszaszálltak a holdkomp kabinjába. Ormótlan űrruháikban és hátizsákjaikban visszaszállás közben véletlenül letörték a felszálló hajtómű indító kapcsolóját. Később ezt egy tollal helyettesítették. A beszállást és az űrhajón kívüli tevékenységet követő utólagos műveletek (hermetizálás, elpakolás stb.) után következhetett a korábbról elhalasztott pihenési periódus. Azonban ez elég hiábavalónak bizonyult, mivel egyik űrhajós sem volt képes aludni, mivel az űrruha, a testhelyzet, vagy a lefüggönyözött és véletlenül fűtésétől megfosztott kabin hőmérséklete sem támogatta ezt a tevékenységet. A pihenési periódus elteltével következett a néhai Kennedy elnök felhívásának második része, az „és biztonságban haza is hozzuk őket onnan”, azaz a hazaindulás. Ebben az űrhajósok már nem játszottak aktív szerepet, mindössze megnyomták azt a bizonyos tönkretett gombot, amire az automatika elindította a startfolyamatot, az Eagle felszállófokozata eddig teljesen automatikus üzemmódban felrepítette az űrhajósokat Hold körüli pályára, ahol pedig érkezett Mike Collins a Columbiával, amely összedokkolt a passzív szerepet játszó holdkomppal.
A startfolyamat beindulásakor a két űrhajós látta, hogy a felszálló hajtómű széttépi és szanaszét fújja a leszállófokozatot borító fóliát, elfújja a zászlót, és nagyon halk, csendes repüléssel, mint egy lift, egyre magasabbra emelkedik a koromfekete égre.
A dokkolás után Armstrongék átpakolták a mintákat és minden mást, amit haza akartak hozni. Ezután leválasztották a holdkompot. Egy utolsó kísérlet keretében bekapcsolva hagyták minden rendszerét, és figyelték, hogy az egyébként készletek, elsősorban hűtővízkészletek híján levő űrhajó hogyan viselkedik és mennyi ideig tartható fenn a működése (később az Apollo–13 baleseténél használták fel ezeket a tapasztalatokat). Hamarosan elérkezett a Hold körüli pályáról való kigyorsítás pillanata, amelytől számítva aztán eseménytelen háromnapos hazaút várt az űrhajósokra. A földi leszállás előtt aztán mindhárom űrhajós köszönetet mondott mindazoknak, akik lehetővé tették az útjukat. Végül az Apollo–11 1969. július 24-én 16:50:35-kor (UTC) landolt a Csendes-óceánon. A helyszínen várakozott a USS Hornet anyahajó, amely a fedélzetére vette az időközben a karanténszabályok miatt védőöltözetbe öltözött triót. Ezzel ért véget az emberiség egyik legnagyobb vállalkozása (Armstrongék számára egy háromhetes karantén időszakot követően ért véget, melyre azért volt szükség, mert a holdfelszínt először meglátogató űrutazók esetében fennállt az az elméleti lehetőség, hogy odafönn valamilyen ismeretlen életforma mégiscsak megél – elsősorban baktériumi szinten – és nem volt kizárható valamiféle fertőzés, ennek továbbadását volt hivatott megelőzni az elkülönítés.)
Közvetlenül a karantén után az űrhajósok előbb Amerika nagyvárosait keresték fel (New Yorkban a hagyományos „ticker tape parade” fogadta őket a Hősök kanyonján), majd egy 37 napos, 23 országot érintő útra, az úgynevezett Giant Leap Tourra indultak Richard Nixon különgépén, egy VC-137B-n (ismertebb nevén az Air Force One-on). 1970 októberében Buzz Aldrin lehetett a NASA-hoz látogató szovjet űrhajósok, Andrijan Nyikolajev és Vitalij Szevasztyjanov házigazdája, amikor azok Amerikába látogattak, és négy űrközpont munkájával ismerkedtek meg. Aldrin – látva a NASA kényszerű visszaesését a politikai támogatás csökkenése okán – 1971. július 1-jével kérte visszahelyezését a légierőhöz.

## A NASA utáni életpályája

### USAF Repülési Kutatási Pilótaiskola

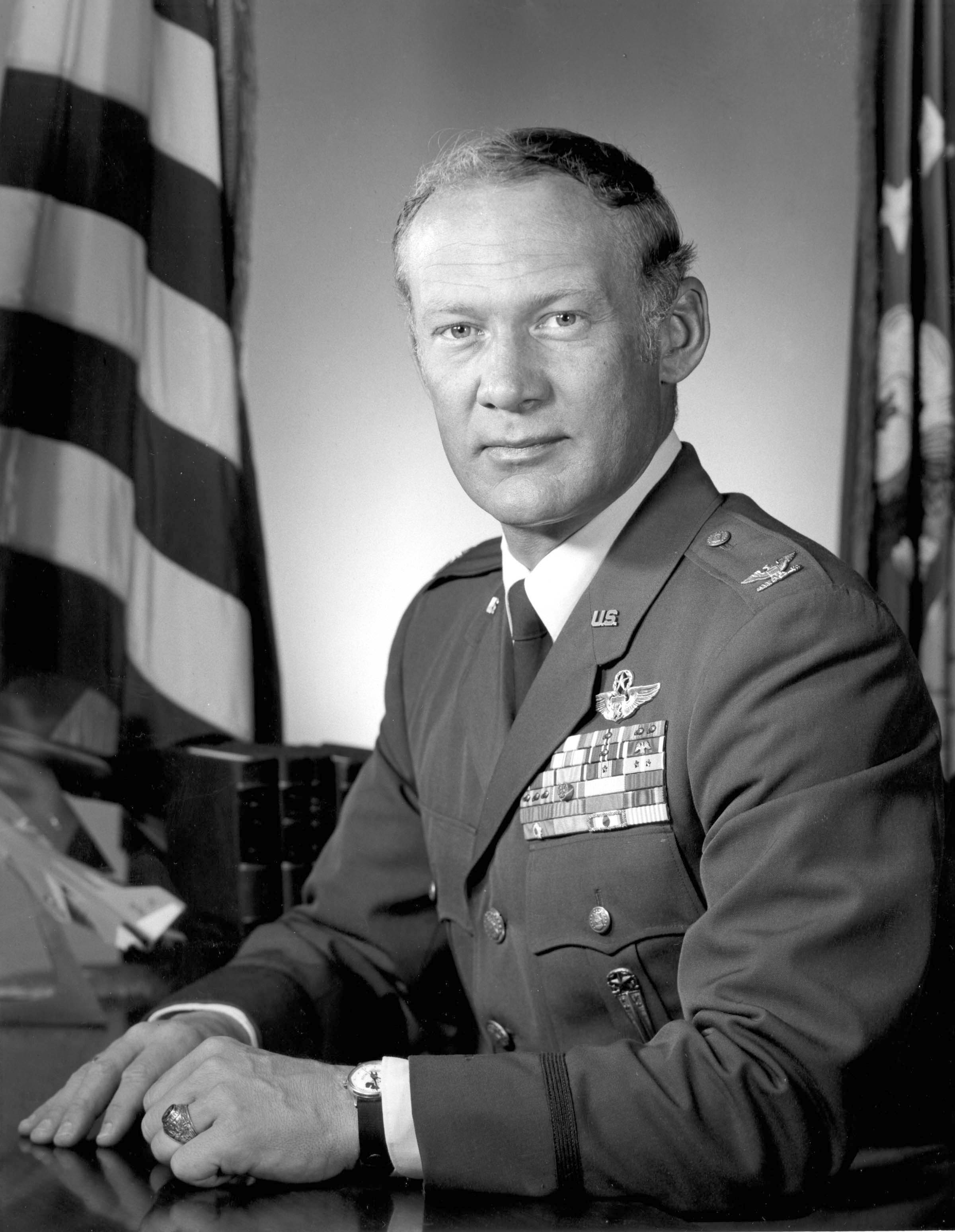
Az USAF Repülési Kutatások Pilótaiskolájának parancsnokaként

Aldrin ezredesi rangban került vissza a légierőhöz, ahol a West Point mellett alakult Légierő Akadémia parancsnoki címéért szállt versenybe, ám azt nem kapta meg. Helyette az Edwards Légitámaszponton települő USAF Repülési Kutatások Pilótaiskolája parancsnoki beosztására nevezték ki. Ugyan Buzznak sem berepülőpilóta, sem vezetői tapasztalata nem volt, az űrhajós tapasztalat mégis megfelelőnek látszott, különösen úgy, hogy akkortájt az egyik legfontosabb program módosított F–104-esekkel az űr pereméig repülni volt.
Problémát jelentett azonban, hogy Aldrin nem jött ki jól felettesével, Robert M. White dandártábornokkal, aki maga is űrhajós kitűző birtokosa volt, még az X–15 programból. Az űrhajós hírneve arra késztette az embereket, hogy jobban tiszteljék, jobban engedelmeskedjenek neki, mint tábornok feljebbvalójának. Amikor két baleset is történt az Edwards-on (amely két gép, egy A–7 Corsair II és egy T–33-as leírásával járt, bár szerencsére emberéletben nem esett kár) a parancsnok őt hibáztatta azokért a vezetési hiányosságokért, amelyek szerinte a balesetekhez vezettek. Így aztán számára stresszel telivé vált a korábban kényelmesnek látszó beosztás. Buzz ezért, hogy a stresszkezelési problémáira megoldást találjon, a bázis orvosához fordult. A stressz már fizika tünetekben is megnyilvánult, Aldrinnak nyak- és hátfájdalmai voltak. Az orvos depressziót állapított meg és négy hétre kórházba küldte. A pszichológiai vizsgálatoknál derült ki, hogy édesanyja is depressziós volt, ezért követett el öngyilkosságot 1968 májusában, sőt anyai nagyapja is öngyilkos lett korábban, így örökletes lehet nála a depresszió. Ráadásul egyfajta stigmát jelentett rá a mentális probléma, amely a hadsereg durva közegében nem sok jóval kecsegtetett.
1972 februárjában George S. Brown tábornok látogatta meg az Edwards-on, és közölte vele, hogy az általa vezetett iskola komoly változások előtt áll: egyrészt átnevezik USAF Berepülőpilóta-iskolává, másrészt kissé megváltoztatják a profilját: a Légierő költségvetésének megnyirbálása és az Apollo-program vége utáni űrben nem lesz szükség az űrhajós programokra. Buzz Aldrint ezért a hadsereg 1972. március 1-jén, 21 évi szolgálat után ezredesi rangban nyugállományba helyezte. A hivatalos leszerelési ünnepségre ellátogatott édesapja és annak közeli barátja, a legendás Jimmy Doolittle tábornok.

### Útkeresés
A hadseregtől való leszerelése után Buzz élete küzdelemmé vált. Visszatérés a Földre (1973) és Varázslatos sivárság című önéletrajzi köteteiben is komolyabb terjedelmet szán annak, hogyan változott az élete a depresszió és az alkoholizmus közötti hullámvasúttá. Erre az időszakra tehető édesapja 1974. december 28-i halála is, amely tovább mélyítette depresszióját. A józanság, a kórházi elvonókúrák váltották egymást a mértéktelen ivással való küzdelemmel. Ez idő alatt vállalkozásokkal is próbálkozott, egészen a használtautó-kereskedésig „süllyedt”, ám ehhez sem lévén tehetsége, belebukott. Legvégül odáig jutott, hogy garázdaságért letartóztatták, amelyet az Egyesült Államokban nyilvános helyen lerészegedéssel is elkövethet az ember. 1978-ban aztán megtalálta a kiutat az ivásból, más alkoholisták segítője lett (többek között barátja William Holden színész, akinek alkoholproblémák okozta 1981-es halála mélységesen megrendítette Aldrint).

### Űrkutatási tanácsadás

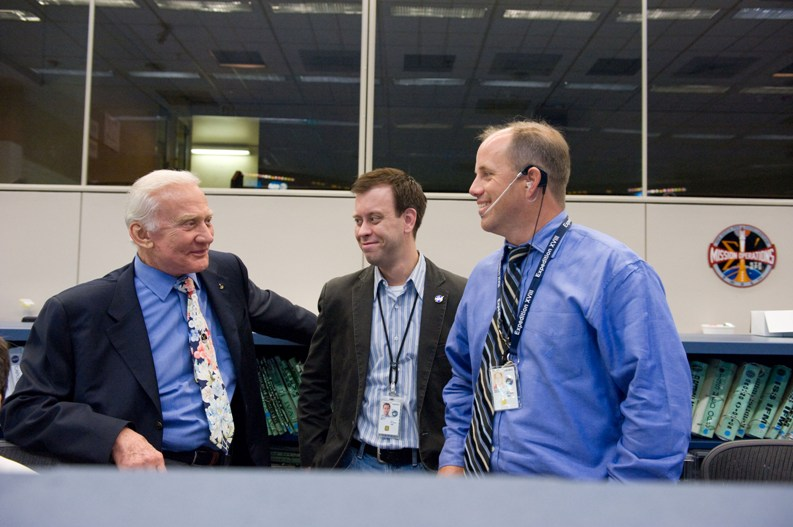
A NASA houstoni irányítóközpontjában Josh Byerly NASA szóvivővel és Ron Spencer Repülési igazgatóval 2009-ben

A NASA-tól való elválás után az egykori űrhajós tovább folytatta az űrkutatás elősegítését. 1985-ben csatlakozott az Észak-Dakotai Egyetem Űrkutatási Tudományok Fakultásához, John D. Odegard, az egyetem dékánjának meghívására. Ő is segítette az egyetem űrkutatási szekciójának programját, és magával hozta dr. David Webbet a NASA-tól, aki a szervezet első elnöke lett.
Ugyancsak 1985-ben Aldrin előterjesztett egy tanulmányt, amely az űrhajók egy speciális pályájára vonatkozott, amelyen a Marsot lehetett megközelíteni. A tudományban azóta Aldrin-ciklusnak, vagy Mars ciklusnak hívott pályán az űrhajók hat és fél hónap alatt érhetik el a vörös bolygót, és ugyanígy öt és fél hónap alatt érhetnek vissza onnan a Földre, mindezt kevesebb energia befektetésével. Aldrin a Purdue Egyetem munkatársai segítségével dolgozta ki ezt a röppályát.
2003 decemberében Aldrin egy véleménycikket publikált a The New York Times hasábjain, amelyben a NASA céljait kritizálta. Ebben a NASA éppen érvényben levő űrkutatási víziója ellen fogalmazott meg ellenvetést, amelyben olyan űrhajót fejleszt, amelyben „négy főben van limitálva az űrhajósok létszáma és nincs hely hasznos teher számára”, majd azt is kijelentette, hogy „űrhajósokat küldeni a Holdra sokkal inkább a múlt dicsőségéhez való visszatekintés, mintsem új diadalok lehetőségének keresése”.
A holdra szállás 40. évfordulójára az űrkutatás népszerűségének furcsa módját választotta: összeállt Snoop Dogg-gal, Quincy Jones-szal, Talib Kweli-vel és Soulja Boy-jal, hogy Rocket Experience című rapszámot és videóklipet forgassanak, amelynek bevétele nonprofit alapítványa, a ShareSpace munkáját segítette.
2013 júniusában Buzz ismét egy véleménycikket jelentetett meg a The New York Times hasábjain, amelyben a Marsra vezetett emberes repüléseket támogatta, mondván: „a Holdnak nem végcélnak kell lennie, hanem kiindulópontnak, olyan helynek, ahonnan kiindulva az emberiség benépesítheti a Marsot és így két bolygós faj lehetünk”. 2015-ben a Floridai Műszaki Intézettel együttműködésben Aldrin beterjesztett egy tervet a NASA-nak, hogy hová telepíthetnének az űrhajósok egy tíz éves időtávot tekintve marsi kolóniákat 2040-ig bezárólag.

### Sarki expedíciók
Az egykori űrhajós 1988-ban részt vett egy sarki expedíción, amelyen az Északi-sarkot hódította meg. Az utat a Quark Expeditions céggel tette meg, amely turistákat visz a sarkokra, orosz nukleáris meghajtású jégtörő hajókon. Buzz a Szovjetszkij Szojuz nevű hajó fedélzetén érte el a sarkot.
2016-ban részt vett egy másik expedíción, amely a Déli-sark elérését célozta. Ez az út ismét egy fizetős turistákat a sarkra juttató szervezés volt, amely az Amundsen–Scott déli-sarki kutatóállomás meglátogatását célozta. 86 éves életkorával Buzz Aldrin lett a legidősebb ember, aki elérte a Déli-sarkot. Visszafelé úton rosszul lett, olyannyira, hogy ki is kellett menteni, előbb a McMurdo kutatóállomásra vitték, majd az új-zélandi Christchurch-be.

### Bart Siebrel incidens
2002. szeptember 9-én Aldrin egy Beverly Hills-i hotelbe tartott, ahová egy japán tévétársaság invitálta meg, hogy egy gyermekeknek szóló, világűrrel foglalkozó adáshoz adjon interjút. Ám a hotelben egészen más várta: egy keményvonalas összeesküvés-elmélet-hívő, a holdra szállás tagadója, Bart Siebrel várta egy filmes stáb élén, az érkező űrhajóst rászedték. Siebrel egy Bibliával hadonászva erőszakkal akarta rávenni Aldrint, hogy esküdjön meg rá, hogy igazából nem is jártak a Holdon (Siebrel kicsit korábban Neil Armstrongot is akarta zaklatni, ám ott nem járt szerencsével, mivel az Armstrong házban két ízben is csak a feleségét, Carolt találta otthon). Az esetből vita bontakozott ki, Aldrin követelte, hogy Siebrel hagyja őt békén, a filmforgatást pedig állítsák le, miközben a másik fél tolvajnak, hazugnak és gyávának nevezte. A vita végére az tett pontot, hogy a bedühödött 72 éves egykori űrhajós ököllel állon vágta Siebrelt. A kiszálló rendőrség előbb őrizetbe vette mindkét felet. Aldrin állította, hogy önvédelemből ütött, a megkérdezett tanúk is alátámasztották, hogy Siebrel erőszakosan támadta őt a Bibliával a kezében. Mivel a „sértettnek” semmilyen látható sérülése, a másik félnek pedig korábbi priusza nem volt, a hatóság úgy döntött, hogy ejti minden vádját, és következmények, bírság nélkül szabadon engedi az űrlegendát.

### Űrszemét vagy UFO
2005-ben a Science Channel interjút készített Aldrinnal, és azt az Először a Holdon: Az elmondatlan történet címen sugározták. Az űrhajós az interjú során elmondta, hogy a repülésük során láttak egy azonosítatlan repülő objektumot. A műsor készítői kihagyták a magyarázatból, hogy a legénység azt a következtetést vonta le, hogy a kérdéses tárgy az S-IVB fokozat egyik leválasztott panelje lehetett, amely az Apollo–11-hez hasonlóan maga is holdpályára állt (a panelt kicsivel korábban, az első pályaközi korrekció során választották le). Különböző UFO-hívő csoportok és összeesküvéselmélet-hívó csoportok felkapták a hírt, kiragadva kontextusából, és azt terjesztették, hogy az első holdralépő űrhajósok idegeneket láttak. Két évvel később, egy másik tévéműsorban a riporter már azt kérdezte tőle, hogy mi igaz abból, hogy UFO-t láttak. Ő ekkor úgy válaszolt, hogy 99,9%-ig biztos benne, hogy semmilyen földön kívülről származó dolgot nem láttak, hanem az a saját rakétájukról leválasztott panel volt. Később Aldin követelte a tévécsatornától a helyreigazítást, amely azonban megtagadta azt.

## Magánélete

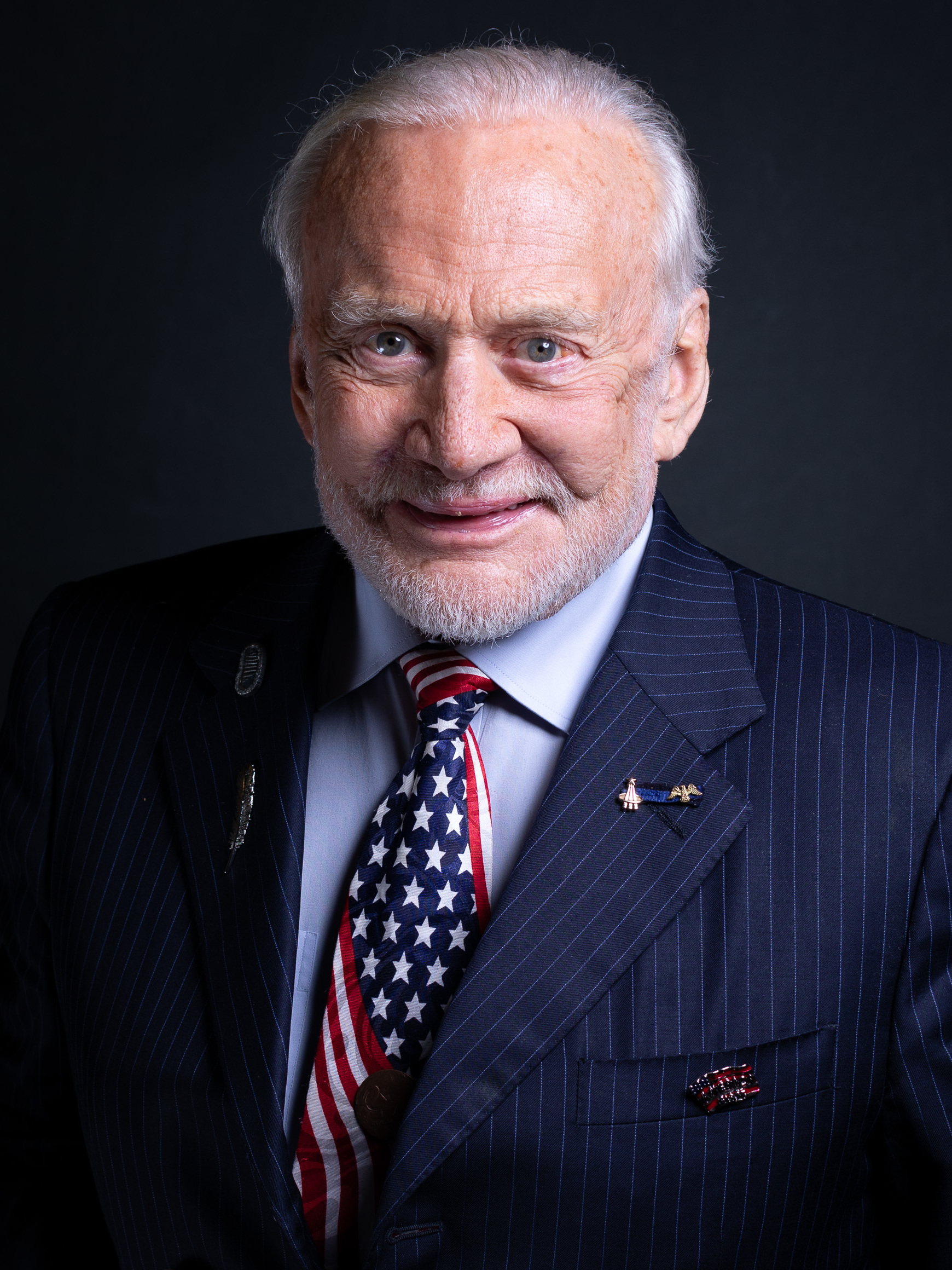
2019-ben

Háromszor nősült és vált el. Első felesége Joan Archer volt, a Rutgers Egyetem és a Columbia Egyetem diákja, aki színészetből diplomázott előbb, majd mesterdiplomát szerzett műszaki tudományokból. A házasságkötésre 1954. december 29-én került sor. Három gyermekük született: James, Janice és Andrew. Válásukra 1974-ben tett pontot a bíróság. Ezután Aldrin Beverly Van Zile-t vette el 1975. december 31-én, amely házasság 1978-ig tartott. Harmadik házasságát Lois Driggs Cannon-nal kötötte 1988. február 14-én, amely 2012 decemberében ért véget. A válás komoly anyagi megterhelést jelentett az egykori űrhajós számára, mivel vagyona felét és mindenkori járandóságai 30%-át kellett feleségének kifizetnie, egészen annak 2018-as haláláig.
Amikor 1969-ben a Hold felszínére lépett, már két szabadkőműves páholy tagja volt.
Meggyőződéses támogatója a Republikánus Pártnak. Egyaránt segít anyagi támogatókat szerezni a kampányokhoz, míg maga is készséggel támogatja egy-egy jelöltet, a személyes varázsát felhasználva. Így léphetett fel George W. Bush elnök kampányában 2004-ben, Nick Lampson 2006-os texasi, Paul Rancatore 2008-as floridai, Mark Treadwell 2014-es alaszkai és Dan Crenshaw 2018-as texasi kormányzói kampányában. 2019-ben Donald Trump vendégeként részt vett az elnök évértékelő, State of the Union beszédén.
2007-ben maga erősítette meg a Time Magazine kérdésére, hogy arcfelvarró plasztikai műtéten esett át, mondván, hogy „a g-erők miatt, amelynek az űrben voltam kitéve, kicsit megereszkedett az állam, ami igényelt egy kis figyelmet”. Viszonylag régóta Los Angeles környékén élt, előbb Beverly Hills-en, majd Laguna Beach-en, végül Emerald Bay-ben, 2018-ban átköltözött a floridai Satellite Beach-re.
Neil Armstrong 2012-es halálakor így nyilatkozott: „mélyen megrendített az eltávozása … tudom, hogy milliónyi más emberhez csatlakozom a gyászban, amit az elhunyt amerikai hős és az általam valaha látott legjobb pilóta iránt érzünk világszerte … korábban őszintén reméltem, hogy 2019. július 20-án Neil, Mike és én együtt emlékezhetünk meg a holdra szállás 50. évfordulójáról”.
2018-ban jogvitába keveredett saját gyermekeivel, Andrew-val és Janice-szel, illetve Christina Corp korábbi üzleti tanácsadóval, mivel gyermekei állítása szerint demenciában és Alzheimer-kórban szenved, emiatt nem teljesen beszámítható az anyagi ügyeit illetően. Gyermekei azt kifogásolták, hogy új barátai elidegenítik őt a családjától, és arra veszik rá, hogy megtakarításait gyors ütemben költse el. Azt szerették volna elérni, hogy jogi képviselőt rendeljenek ki Aldrin mellé, aki felügyeli apjuk költéseit. Aldrin júniusban viszontkeresetet nyújtott be Andrew, Janice és Korp, valamint a család által működtetett minden alapítvány és vállalkozás ellen, azt kérvényezve, hogy Janice ne tudjon a pénzügyeibe beavatkozni, Korp pedig ne tudja kihasználni az ő öregségét, illetve szerette volna Andrew-t kizárni az ő közösségi média, illetve pénzügyi és üzleti érdekeltségeinek ellenőrzéséből. A helyzet végül úgy ért véget, hogy gyermekei visszavonták a keresetüket, illetve maga is érvénytelenítette a viszontkeresetet 2019 márciusában.

## Űrrepülései
(zárójelben a repülés időpontja)
- Gemini–12 (1966. november 11. – 1966. november 15.)
- Apollo–11 (1969. július 16. – 1969. július 24.)

## Megjelenései az egyetemes kultúrában

### Csillagászati objektumok
A NASA közvetlenül az Apollo–11 útját követően hivatalosan is kérvényezte néhány holdrajzi elnevezés hivatalos bejegyzését a Nemzetközi Csillagászati Uniónál (IAU). Így elsőként a Nyugalom bázis (Statio Tranquilitatis) nevet, majd az űrhajósok tiszteletére három, a leszállóhely és a közeli Moltke kráter közelében fekvő három kisebb – korábban csak Moltke A, B és C jellel ellátott – becsapódásnyom átnevezését Armstrong, Aldrin és Collins kráterre. Aldrin krátere a 3,6 kilométer átmérőjű „B” jelű kráter lett. Ugyancsak Aldrin űrhajós nevének részletét viseli az egyik olyan ásvány, amelyet az első holdra szállás során hoztak vissza a holdi minták között az űrhajósok, amely a Földön nem ismert, és amelyet tiszteletből az űrhajósokról neveztek el: az armalcolit.
A holdra szállás 30. évfordulóján merült fel csillagászokban, hogy szintén a három úttörő űrhajós tiszteletére kisbolygót nevezzenek el. Cseh csillagászok fedezték fel az 1982 RO aszteroidát, amely a belső aszteroida övben keringő 3 kilométer átmérőjű kisbolygó, a Flóra-család tagja. 1982-es felfedezését követően a cseh csillagászok javasolták, hogy nevezzék el Aldrinról a 30. évforduló tiszteletére „6470 Aldrin” néven, ahogy Armstrongról az 1982 PC (6469 Armstrong néven), Collinsról pedig 1983 EB (6471 Collins néven) is javasoltak kisbolygót elnevezni. Az IAU elfogadta az elnevezéseket.

### Filmszerepei
| Év   | Cím                              | Szerep                        | Megjegyzés |
| ---- | -------------------------------- | ----------------------------- | --- |
| 1976 | A fiú a műanyag buborékban       | Önmaga                        | Tévéfilm |
| 1989 | Sötétedés után                   | Önmaga                        | Sorozatos megjelenések a brit beszélgetős műsorban mások oldalán, mint Heinz Wolff, Jocelyn Bell Burnell and Whitley Strieber                                                                                   |
| 1994 | A Simpson család                 | Önmaga (hang)                 | Epizód: "Homer a világűrben". Aldrin elkíséri Homer Simpsont egy utazásra a világűrbe, a NASA azon terve mentén, hogy javítsa a saját közmegítélését                                                            |
| 1997 | Űrszellem parttól partig         | Önmaga                        | Epizód: "A briliáns Egyes" |
| 1999 | Disney szünidő                   | Önmaga (hang)                 | Epizód: "Űrkadét" |
| 2003 | Da Ali G Show                    | Önmaga                        | 2 epizód |
| 2006 | Numb3rs                          | Önmaga                        | Epizód: "Gyilkos macska" |
| 2007 | A Hold árnyékában                | Önmaga                        | Dokumantumfilm |
| 2008 | Repíts a Holdra                  | Önmaga                        | [ 84 ] |
| 2010 | A Stúdió                         | Önmaga                        | Epizód: "Az anyák" |
| 2010 | Táncolunk a csillagokkal         | Önmaga/versenytárs            | Második kieső a "Táncolunk a csillagokkal" (magyarul: "Szomat esti láz") tizedik évadában |
| 2011 | Transformers: A Hold sötétje     | Önmaga                        | Aldrin magyarázza Optimusz fővezérnek és az Autobotoknak, hogy az Apollo–11 szigorúan titkos küldetése volt, hogy felfedjék a Cíbertron hajót a Holdon, amelynek létezését aztán letagadták a közvélemény előtt |
| 2011 | Futurama                         | Önmaga (hang)                 | Epizód: "Hideg harcosok" |
| 2012 | Űrtesók (manga)                  | Önmaga                        | |
| 2012 | Agymenők                         | Önmaga                        | Epizód: "A hologram gerjesztés" |
| 2012 | Tömeghatás 3                     | A csillagnéző (hang)          | Aldrin egy csillagokat bámuló személyt játszik a videojáték utolsó észében |
| 2015 | Jorden runt på 6 steg            | Önmaga                        | [ 91 ] |
| 2016 | Stephen Colbert éjszakai showja  | Önmaga                        | Interjúalany volt és részt vett egy tréfás jelenetben |
| 2016 | Gordon Ramsay – A pokol konyhája | Önmaga                        | A kék csapat részeként vacsorát készített, hogy csapatuk nyerje a kihívást |
| 2017 | Miles a jövőből                  | Kopernikusz Parancsnok (hang) | Az egyik epizód vendég sztárja |

### Mások általi ábrázolásai
Aldrint a következők személyesítették meg különböző filmalkotásokban:
- Cliff Robertson a Vissza a Földre (1976) Aldrin azonos című könyvéből készült filmben. Aldrin maga is részt vett Robertson felkészítésében a filmre.
- Larry Williams az Apolló-13-ban (1995)
- Xander Berkeley az Apollo-11-ben (1996). Aldrin technikai tanácsadói feladatokat is ellátott a filmkészítésnél
- Brian Cranston a From the Earth to the Moon (1998) (Magyarországon A végtelen szerelmesei: Az Apollo-program címen vetítették) sorozatban
- James Marsters a Moonshot-ban (2009)
- Cory Tucker a Transformers: Dark of the Moon-ban (magyarul: Transformers 3.)
- Corey Stoll Az első ember-ben (2018)

## Könyvei
- Edwin E. Aldrin Jr. 1970. "Footsteps on the Moon". Edison Electric Institute Bulletin. Vol. 38, No. 7, pp. 266–272.
- Neil Armstrong, ; Michael Collins; Edwin E. Aldrin; Gene Farmer; and Dora Jane Hamblin. 1970. First on the Moon: A Voyage with Neil Armstrong, Michael Collins, Edwin E. Aldrin Jr. Boston: Little, Brown. ISBN 9780316051606
- Buzz Aldrin és Wayne Warga. 1973. Return to Earth. New York: Random House. ISBN 9781504026444
- Buzz Aldrin és Malcolm McConnell. 1989. Men from Earth. New York: Bantam Books. ISBN 9780553053746
- Buzz Aldrin és John Barnes. 1996. Encounter with Tiber. London: Hodder & Stoughton. ISBN 9780340624500
  - A csillagok fiai; fordította: Pék Zoltán; N & N, Budapest, 1999 (Möbius)
- Buzz Aldrin és John Barnes. 2000. The Return. New York: Forge. ISBN 9780312874247
- Buzz Aldrin és Wendell Minor. 2005. Reaching for the Moon. New York: Harper Collins Publishers. ISBN 9780060554453
- Buzz Aldrin és Ken Abraham. 2009. Magnificent Desolation: The Long Journey Home from the Moon. New York: Harmony Books. ISBN 9780307463456
- Buzz Aldrin és Wendell Minor. 2009. Look to the Stars. Camberwell, Vic.: Puffin Books. ISBN 9780143503804
- Buzz Aldrin és Leonard David. 2013. Mission to Mars: My Vision for Space Exploration. Washington, D.C.: National Geographic Books. ISBN 9781426210174
- Buzz Aldrin és Marianne Dyson. 2015. Welcome to Mars: Making a Home on the Red Planet. Washington, D.C.: National Geographic Children's Books. ISBN 9781426322068
- Buzz Aldrin és Ken Abraham. 2016. No Dream Is Too High: Life Lessons From a Man Who Walked on the Moon. Washington, D.C.: National Geographic Books. ISBN 9781426216503